# Norman Fucking Rockwell!
Norman Fucking Rockwell! (с англ. — «Норман, мать его, Роквелл!») — шестой студийный альбом американской певицы и автора песен Ланы Дель Рей, изданный 30 августа 2019 года на лейблах Interscope и Polydor. После выпуска Lust for Life и последовавшего за ним творческого кризиса Дель Рей пробовала себя в поэзии. В конце января 2018 года она пересеклась с продюсером Джеком Антоноффом; пара решила поработать вместе, и хотя у певицы не имелось конкретного плана относительно альбома, но со временем они пришли к задумке NFR!. Рик Ноуэлс, сделавший с Ланой прошлые три записи, практически не участвовал в создании новой. Запись проходила по большей части в Лос-Анджелесе и завершилась к концу года. Название альбома — дань уважения американскому художнику и иллюстратору Норману Роквеллу. Песни диска выдержаны в таких стилях, как софт-рок, сёрф-рок, психоделический рок, фолк-рок, кантри, поп- и рок-музыка, и заимствуют элементы барокко-попа, трэпа, трип-хопа и дезерт-рока прошлых работ. В записи широко использовались пианино, гитара, струнные и медные духовые; ударные встречаются редко.
NFR! исследует как новые, так и затронутые Ланой в прошлых работах темы: ностальгия, патриотизм, упадок культуры, политика, надежда, эскапизм и другие. Лонгплей прозвали «справочником» по Калифорнии и США в целом благодаря множеству отсылок к географическим объектам и массовой культуре. Альбом получил восторженные отзывы от критиков, высоко оценивших прежде всего писательский стиль, вокал певицы и минималистичный продакшн Антоноффа; его признали не только личным magnum opus Дель Рей, но и лучшей записью года, а также одной из самых значимых в десятилетии. NFR! принёс Дель Рей две номинации на «Грэмми» в главных категориях — «Альбом года» и «Песня года» (за заглавный трек) — и был включён Rolling Stone в свой список «500 величайших альбомов всех времён». Пластинка оказала влияние на поп-музыку, а Брюс Спрингстин неоднократно восхищался писательским талантом Ланы.
Альбом добился коммерческого успеха и возглавил чарты семи стран, в том числе Великобритании, Шотландии и Швейцарии. В американском Billboard 200 он дебютировал на третьей строчке. К концу года диск разошёлся тиражом в более полмиллиона копий, а позднее получил золотые сертификации в ряде стран, включая США. Дата выхода пластинки неоднократно переносилась и в итоге сдвинулась на год вперёд после выпуска первых двух синглов, «Mariners Apartment Complex» и «Venice Bitch». В течение года Лана делилась с поклонниками отрывками песен и добавила в альбом кавер-версию «Doin’ Time» группы Sublime, также изданную синглом. Кроме того, певица дала несколько печатных и видеоинтервью, а осенью отправилась в турне, состоявшее из четырёх ветвей с концертами преимущественно в Северной Америке и Европе (две из них в итоге отменили). Последним синглом выпустили заглавную композицию.

## Предыстория

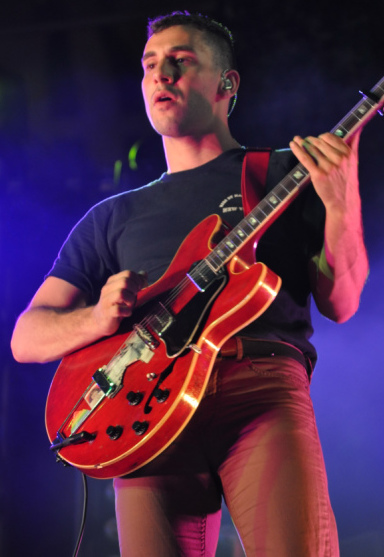
Джек Антонофф — главный продюсер пластинки

В июле 2017 года Дель Рей выпустила пятый альбом, Lust for Life. Он получил положительные отзывы критиков и слушателей, возглавил американский чарт Billboard 200 и британский UK Albums Chart, был отмечен в списках лучших релизов года и номинирован на премию «Грэмми» в категории «Лучший вокальный поп-альбом». Осенью Дель Рей переживала творческий кризис как композитор. Она решила использовать это время для сочинения текстов, а занявшись этим, поняла, что у неё есть что сказать как поэту. В  скором времени у неё собралось 13 длинных стихотворений и несколько хайку, впоследствии составившие сборник Violet Bent Backwards Over the Grass (2020). Будущий альбом не имел общего стержня, и исполнительница собирала его постепенно из демо прошлых лет. Так, чтобы закончить «Hope Is a Dangerous Thing for a Woman Like Me to Have – but I Have It», потребовалось три или четыре года: «Она не была особенной — просто никак не выходила цельной». Певица мечтала найти сообщество инди-музыкантов и, перебравшись из Нью-Йорка в Лос-Анджелес, сдружилась с Алексом Тёрнером, фронтменом Arctic Monkeys, и Майлзом Кейном — оба числились участниками The Last Shadow Puppets. Втроём они собрали «маленькую рок-группу» и записали альбом, который так и не вышел; он включал песню «California», сделанную с Заком Дауэсом в 2017 году на студиях Valentine в Лос-Анджелесе и Hampstead в Лондоне. В конце февраля в Интернет просочилась композиция «The Next Best American Record», которую, как и «Yosemite», Лана написала с Риком Ноуэлсом для Lust for Life. Обе песни не подошли под общее настроение записи и были исключены из альбома. Первую в итоге перезаписали для NFR!, вторую — для Chemtrails Over the Country Club (2021).
Когда Лана училась на пилота, во время лётной практики инструктор дал ей указание выполнить правый поворот и набрать высоту; она попыталась это сделать, но слишком медленно и неудачно, и мужчина заметил: «Ты в себя не веришь». Эта фраза относилась только к действиям Ланы в кабине самолёта, но Лана задумалась над его словами и поняла, что действительно не доверяет себе и многого боится. Она решила, что должна писать больше. Она сочиняла их в дороге между Сан-Диего и Лос-Анджелесом, когда застревала в пробках; записывала тексты в блокнот, а мелодии — на диктофон телефона. К концу года у неё имелась пара песен, включая «Bartender», сделанная с Ноуэлсом, основным соавтором её последних четырёх работ. Исполнительница понимала преимущества в работе с ним: продюсер хорошо понимал её и знал, какой результат требуется. 27 января 2018 года на ежегодном гала-вечере Клайва Дэвиса «Salute To Industry Icons» перед церемонией «Грэмми» она столкнулась с Джеком Антоноффом. Это была их вторая встреча с 2011 года: тогда они встретились в лифте на пути в студию Эмиля Хейни, с которым Fun (группа Антоноффа) записывала Some Nights, а Лана — Born to Die. Встреча ограничилась приветствием, и в последующие годы музыканты не общались. Джек уговаривал Лану приехать к нему на домашнюю студию Rough Customer в Бруклин-Хайтс. Певица долго не соглашалась, прикрываясь тем, что у неё совсем не было настроения сочинять музыку. Продюсер настаивал, уверяя, что они что-нибудь придумают, если она уделит ему пару часов. Впоследствии Лана рассказывала, что без интереса отнеслась к предложению Джека: «Я сказала ему: „Ты со многими успел поработать. Не знаю, найдётся ли для меня время“». В то же время её поразила его приветливость, так что она согласилась.
На первой встрече певица ожидала услышать от Антоноффа биты по типу прямой бочки, применяющейся в электронной танцевальной музыке, но Джек, сев за пианино, около десяти минут наигрывал «невероятные, атмосферные» риффы в стиле «Битлз». Певица пришла в восторг от услышанного и спросила, не хочет ли Антонофф оставить их себе, на что тот ответил: «Я так долго ждал встречи с тобой, чтобы отдать их». Тогда Дель Рей подобрала контрмелодию к аккордам Джека, и за 40 минут они сделали «Love Song». Затем она показала ему блокнот с текстом «Hope Is a Dangerous Thing» и спела её а капелла; Антонофф сделал дубль и подобрал аккорды на пианино. Темп и результаты полуторачасовой работы впечатлили и вдохновили певицу: «Мне понравилось, как он записал мой голос без инструментов, и я подумала: „Чёрт, давай запишем этот альбом!“» Будущая пластинка представлялась ей как «фолк с элементами сёрф-рока»; она рассчитывала закончить её ко Дню труда в сентябре. Впоследствии Дель Рей отмечала важность встречи с Джеком — не случись её, альбом вышел бы другим. На следующий день они написали «Norman Fucking Rockwell» — продюсер сыграл несколько аккордов на пианино, а Лана импровизировала текст — и «Mariners Apartment Complex». После этого ей пришло в голову, что если у неё есть первая песня (заглавная) и четырнадцатая («Hope Is a Dangerous Thing»), то «примерно ясно, что будет между ними».

## Запись
В первой половине года Лане приходилось совмещать запись альбома с турне LA to the Moon Tour. Работа над пластинкой проходила по большей части в Лос-Анджелесе на студиях Conway, Westlake, Henson и The Green Building. Некоторые из них расположены в паре миль от дома певицы, поэтому она чувствовала себя «избалованной, когда могла сама выйти за кофе и провести пару часов в студии». Пластинку также писали на Electric Lady и Rough Customer в Нью-Йорке и House of Breaking Glass в Сиэтле. Антонофф приезжал в Лос-Анджелес каждый месяц, иногда они с Дель Рей жертвовали сессиями ради долгих разговоров. Значительная часть альбома приобрела окончательную форму именно во время записи. По мнению певицы, лучший материал был готов в первые три недели работы. Первые сессии ушли на создание подходящей атмосферы в студии; звукорежиссёру Лоре Сиск было важно подстроиться под вкусы Ланы, чтобы та чувствовала себя как можно свободнее. Это касалось, например, расстановки инструментов. Чаще всего музыканты занимали студии с просторной комнатой записи инструментов, куда помещались ударная установка, 14 микрофонов вокруг неё и пианино. С ней соседствовала контрольная комната, в которой ставилась аппаратура для записи вокала и реампинга, а также 6—8 синтезаторов. Дель Рей и Антонофф документировали создание NFR!, устраивали трансляции из студии и делились фотографиями.
«Из всех продюсеров, с которыми я знакома, Джек — наиболее лёгкий в общении. Иногда бывает тяжело, когда пытаешься написать действительно классную песню, я так просто не работаю. Он отличался умением расслабиться и позволить каждой сессии просто исчерпать все возможности. Очень важно найти человека, который часто с тобой соглашается и открыт для экспериментов со звучанием. Мне повезло с ним».
Альбом создаёт ностальгическую атмосферу, хотя одновременно у него отчётливо современное звучание. Поначалу посторонние шумы и гудение техники в аппаратной отвлекали музыкантов, Сиск убирала их при помощи эквализации и прочих техник (шум при этом оставался, но был менее заметным). Однажды они задумались о «плюсах создаваемой [шумами] атмосферы <…> и поняли, как много теряли, убирая их». По мнению Сиск, шумы придавали звуку «уют»: «Уникальность этого альбома в том, что слушатели слышат все партии почти так же, как мы, когда впервые играли их». Многие использованные при сведении дубли были самыми первыми или вовсе единственными. В некоторых песнях можно расслышать поскрипывание сидений или звук передвигаемых стульев, «словно ты сидишь рядом с Джеком и Ланой, когда они играют и поют». Иногда шумы добавляли намеренно: когда в Лос-Анджелесе шёл дождь, участники записи решили установить стереопары микрофонов на террасе студии на 15 минут — капли дождя можно расслышать в интро заглавного трека. Кроме того, музыканты импровизировали, устраивали джем-сейшены, благодаря которым «Venice Bitch» растянулась почти на десять минут: сначала Антонофф играл на ударных, а затем постепенно добавлял партии пианино, меллотрона, синтезатора и гитары, к которым Сиск применила эффект дилей — песня «разрослась», а историю её появления музыканты прозвали «одиссеей». Существует трёхминутная версия того же трека, выстроенная вокруг битов. Музыканты часто предпочитали вокальной камере контрольную комнату из-за её размеров и уделяли основное внимание акустике помещения: закончив песню, они начинали запись (Дель Рей пела в микрофон Wunder Audio CM7 S), пока комната не «остыла» и сохраняла прежнюю энергию. Так появилась, например, «Mariners Apartment Complex».
В сентябре альбом насчитывал 11 треков, включая «How to Disappear». Лана также хотела использовать сёрф-ударные и нашла им применение в «Fuck It I Love You», одной из последних записанных для альбома песен. Кроме того, она планировала записать дуэт с «какой-нибудь певицей из 60-х» — такой дуэт она рассматривала как счастливую примету для альбома после записи со Стиви Никс для Lust for Life, но передумала. К концу декабря, когда запись была завершена, диск насчитывал 13 треков. Певица была более чем довольна результатом, а весь процесс протекал для неё легко и непринуждённо. Однако, в феврале 2023 года она сравнила процесс создания NFR! с сотворением мира. Затем лонгплей прошёл процедуру мастеринга под руководством номинанта «Грэмми» Криса Герингера на студии Sterling Sound в Эджуотер, Нью-Джерси. Весной 2019 года Interscope занимался постпроизводством документального фильма о регги-рок группе Sublime (их каталог принадлежит лейблу) и искал исполнителя для кавера «Doin’ Time» (1997); жена фронтмена Брэдли Ноуэлла предложила кандидатуру Дель Рей; певица — большая поклонница группы и даже во время сессий NFR! она «отрывалась» под их «Garden Grove». Оригинальную «Doin’ Time» продюсировал {Дэвид Кан, работавший над дебютной пластинкой Ланы. Исполнительница сомневалась, стоит ли делать кавер песни, которая «и так хороша», но в итоге приняла участие в записи на студиях Gold Tooth в Лос-Анджелесе и Sarm в Лондоне. Решив, что получившийся кавер подходит под звучание готовящегося альбома, Дель Рей связалась с лейблом и спросила разрешения включить трек в NFR!. Руководство дало согласие. Летом исполнительница начала писать материал для следующего диска — White Hot Forever.

## Название и обложка
Черновым названием альбома было Bird World, но ближе к марту 2018 года его изменили на Norman Fucking Rockwell!. Идея увековечить в названии имя американского художника и иллюстратора Нормана Роквелла (1894—1978) возникла спонтанно, когда Лана писала «Venice Bitch»: «Мне нравится делать отсылки к художникам: сочиняя музыку, ты словно пытаешься перенести свои идеи на бумагу». На протяжении карьеры она исследовала американскую мечту и наблюдала, как менялось состояние нации и культуры страны. Она вписала между именем и фамилией художника нецензурное слово, «что-то вроде восклицательного знака: вот она американская мечта, здесь и сейчас. Вот где мы — Норман, мать его, Роквелл! Мы собираемся лететь на Марс, а Трамп — президент, на самом деле. Мы с Джеком каждую неделю смеялись над заголовками в газетах, так что это небольшой культурный контекст. Но, если честно, в этом нет цинизма. Для меня надежда в том, чтобы относиться ко всему с чуть бо́льшим юмором». Однако это не единственная трактовка названия, предложенная Ланой; она говорила, что её Норман Роквелл — «не повзрослевший мальчишка, ненавидящий себя поэт». В конце концов в интервью NME она открестилась от всего сказанного ранее: «Да, это бредовое название, но так всего лишь называется альбом».
Роквелл получил известность благодаря изображению жизни провинциальной Америки; он рисовал счастливые семьи и детей, занятых повседневными делами, «маленькие, но значимые» сцены из их жизни. Однако работы художника подвергались критике за «ложный поп-патриотизм». Сам он говорил следующее: «Восприятие жизни, заложенное в моих работах, исключает убогое и уродливое. Я рисую жизнь такой, какой хотел бы её видеть». Профессор истории искусства Рочестерского университета Джоан Сааб отмечала, что Роквелл представлял средний класс в идеалистическом свете: счастливая семья белых патриотов со Среднего Запада. По её словам, даже современники Роквелла понимали, что такие известные работы художника, как «Четыре свободы» (1943) или «Человек на Луне» (1967), — скорее мечта, чем реализм. «[Роквелл] всегда рисовал потенциальную Америку, а не ту, что была в действительности. Лана назвала альбом не „Чарльз, мать его, Шульц!“, а в честь Роквелла — символика его работ понятна большинству», — заключила Сааб.
Имелось два варианта обложки: в кадре, снятом сестрой Ланы Чак Грант (она занималась оформлением Honeymoon и Lust for Life) и вдохновлённом эстетикой альбома Ladies of the Canyon (1970) Джони Митчелл, присутствуют певица и её друзья: Элизабет Тилман, жена Father John Misty, и две танцовщицы — Александрия Кэйе и Эшли Родригес; девушки приняли медитативную позу. Исполнительнице нравился этот вариант, но её менеджер Бен Моусон предложил отснять ещё один. Грант сделала и конечный вариант обложки. На переднем плане — одетая в неоново-зелёную ветровку Дель Рей приобнимает Дюка Николсона, близкого друга её семьи и внука актёра Джека Николсона; они стоят за штурвалом корабля с закреплённым американским флагом. Рука певицы с ярко-жёлтым маникюром протянута к зрителю; этот жест перекликается со строчками «Собьёшься с пути — просто возьми меня за руку. / Потеряешься в море — и я прикажу твоей лодке вернуться ко мне» из «Mariners Apartment Complex». Обложки предыдущих четырёх альбомов выдержаны в общем стиле: Лана в одиночку позирует у машины. Теперь она не одинока, море заменяет ей дорогу, а корабль — машину. В интервью Billboard Лана процитировала актёра Хамфри Богарта: «Море — последнее свободное место на Земле». Сам Богарт приписывал эту фразу писателю Эрнесту Хемингуэю. На заднем плане — нарисованное синим небо, дань уважения Роквеллу, и пылающий, окутанный дымом город — память о калифорнийских пожарах 2018 года. Логотип, помещённый в левом верхнем углу, выполнен в стиле поп-арт и навеян работами художника Роя Лихтенштейна на темы комиксов: поверх «стикера» взрыва — название альбома (в том же стиле — аббревиатура «LDR» в правом нижнем углу). Журналист Закари Смолл отмечает, что Лихтенштейн часто изображал девушек, угодивших в беду, в том числе погибающих в морских волнах, как героиня картины «Тонущая девушка» (1963).
В 2022 году лейбл Interscope отпраздновал своё тридцатилетие. В честь этого в Музее искусств округа Лос-Анджелес была организована выставка «Художники под влиянием музыки: переосмысление Interscope» (англ. Artists Inspired by Music: Interscope Reimagined), в рамках которой представили 50 обложек культовых релизов лейбла, выполненных художниками. Полотно, посвящённое NFR!, было создано Раймондом Петтибоном. Спустя год отец певицы, Роб Грант, выпустил дебютный диск Lost at Sea, обложку которого ряд изданий сравнили с оформлением NFR!. В том же году редакторы Billboard поместили обложку NFR! на 47-е место в рейтинге лучших обложек альбомов всех времён. В 2024 году редакция журнала Rolling Stone присудила обложке пластинки 57-е место в аналогичном рейтинге.

## Музыкальный стиль
Звучание альбома ознаменовало переход Дель Рей от трэп-попа её предыдущей работы Lust for Life к менее коммерческим стилям: софт-рок, сёрф-рок, психоделический рок и поп, классический рок, фолк-рок и кантри. Также заимствуются элементы барокко-попа, трэпа, трип-хопа и дезерт-рока. Основным источником вдохновения для Дель Рей послужила сцена Лорел-каньона, района Лос-Анджелеса и центра контркультуры в конце 60-х — начале 70-х, ставшего домом для многих американских рокеров того времени. Звучание альбома определено творчеством следующих музыкантов: Джони Митчелл, Кэрол Кинг, Джексон Браун, поздние The Beach Boys, Eagles, Led Zeppelin, Тори Эймос, Фиона Эппл, Mazzy Star, Simon & Garfunkel, Portishead и Red Hot Chili Peppers. В одном интервью подруга певицы, Кортни Лав, рассказала, как познакомила Дель Рей с творчеством Митчелл: «[Лана] описала, какой альбом хотела бы записать, и я такая: „О, похоже на The Hissing of Summer Lawns“. Она спросила: „Что это?“ Я сказала: „Это альбом Джони Митчелл“, и она такая: „Кого?“». Лав подарила ей коллекцию пластинок Митчелл, и тогда, по её словам, Лана в корне изменила звучание диска. Критики называли предшественниками звучания NFR! пластинки Blue (1971) и For the Roses (1972) Митчелл, Tapestry (1971) Кинг и Graceland (1986) Пола Саймона. Энн Пауэрс из NPR писала: «Хотя многим альбом показался возвращением в 70-е, песни слабо отдают экспериментальным звучанием той эпохи, скорее взывая к барокко 60-х, EDM 80-х и джи-фанку 90-х».
«У Ланы, как я их называю, уши летучей мыши. Она слышит то, что режет ей слух, и то, что его радует. У неё всегда есть чёткое представление, как должен звучать её вокал. Когда дело доходило до использования реверберации, или того, что должно звучать сдержанно, а что — утончённо, мы обращались к смыслу текстов».
Рик Ноуэлс продюсировал Lust for Life в стиле «стены звука» и широко использовал в записи ударные, что кардинально отличается от подхода продюсера Джека Антоноффа, известного по работе с Лорд, Тейлор Свифт и St. Vincent. Прозванный «человеком-оркестром», он играет на ударных, пианино, гитаре и «прочих инструментах, если потребуется». Хотя его продюсерский стиль отличается максимализмом, звучание NFR! вышло минималистичным, и Антонофф почти не оставил на нём «своих следов». Звук описывали как более «уютный» и менее вычурный по сравнению с предыдущими работами певицы, «органичный» и отчасти акустический. В основе звукового ландшафта альбома — преимущественно пианино и гитара; местами встречаются струнные, гитарные соло в стиле Guns N’ Roses, арфа, саксофон, флюгельгорн и меллотрон; ударные почти отсутствуют. Дель Рей неоднократно называла NFR! «альбомом настроений», а мелодии — «музыкальными мудбордами». Она подчёркивала: «Никаких хитов — только музыка для настроения на каждый день, под неё хорошо находиться в дороге». Первая часть лонгплея звучит насыщенно и плотно, а вторая — возвращает к «классической» Лане. Из всех её прошлых работ диск наиболее созвучен Ultraviolence (2014) и Honeymoon (2015).
На NFR! продакшн отходит на второй план, уступая место вокалу. На этот раз голос Дель Рей — единственный в альбоме, в отличие от Lust for Life, в записи которого приняли участие пять исполнителей. Певица прибегает к излюбленному фальцету и умеренно тихому крунингу, поёт с придыханием и отдаёт предпочтение верхним частотам своего диапазона. Её вокальный стиль сравнивали с Дженис Йен и поздней Джуди Силл. За отсутствием как таковых техник голос местами звучит монотонно, как, например, в куплетах «Fuck It I Love You» или «California», где Лана переключается на нижний регистр. Иногда она эмоционально выделяет отдельные фразы или нецензурные слова. Как отмечали критики, её голос звучит как никогда «резко и чисто», редко применяются реверберация и овердаббинг. Работая над NFR!, певица не делала целью достижение коммерческого успеха, поэтому продолжила «прислушиваться к своей музе». Так, все композиции выдержаны в среднем темпе; он редко ускоряется, но иногда меняется — например, в припеве заглавного трека. Это отразилось на радиоротациях. Кроме того, длительность «Venice Bitch» составляет почти десять минут, и хотя выбор её синглом менеджерам певицы не понравился, критики оценили эксперимент: «Неважно, сколько она длится — девять минут или часов. Чем больше вы её слушаете, тем быстрее песня ускользает сквозь ваши пальцы». Кроме того, название «Hope Is a Dangerous Thing» состоит из 16 слов.

## Тематика текстов
Писательский стиль Дель Рей, усовершенствованный на NFR!, отмечали за точность повествования, искренность, сарказм и остроту, яркие образы и искусные речевые обороты. В Consequence of Sound заметили: «Её тексты написаны мастерски, в них много запоминающихся острот, и при этом она ухитряется соткать яркий, хитросплетённый гобелен, не теряя эмоциональной картины в целом». Иногда сарказм переходит в откровенный цинизм с использованием ненормативной лексики даже в песнях о любви «Fuck It I Love You» или «Happiness Is a Butterfly». Так, на протяжении всей заглавной песни певица насмехается над возлюбленным: «Ты ведёшь себя как ребёнок, хоть и под два метра ростом». Она также использует цинизм для передачи опыта или собственных недостатков. Лана часто прибегает к детализации, с помощью которой «будоражит воображение слушателей, вырисовывая целые истории в их сознании». Эта способность чётко проявляется наряду со скептицизмом и самоуверенностью, например, в «Mariners Apartment Complex»: «Я щит, молния, гром, / Я из девушек, что заставляют задуматься, / Кто ты и кем был». В American Songwriter определили «секретное оружие» писательского стиля Дель Рей: «Даже если песни не связаны между собой, их острые, едкие строчки можно использовать вне контекста».

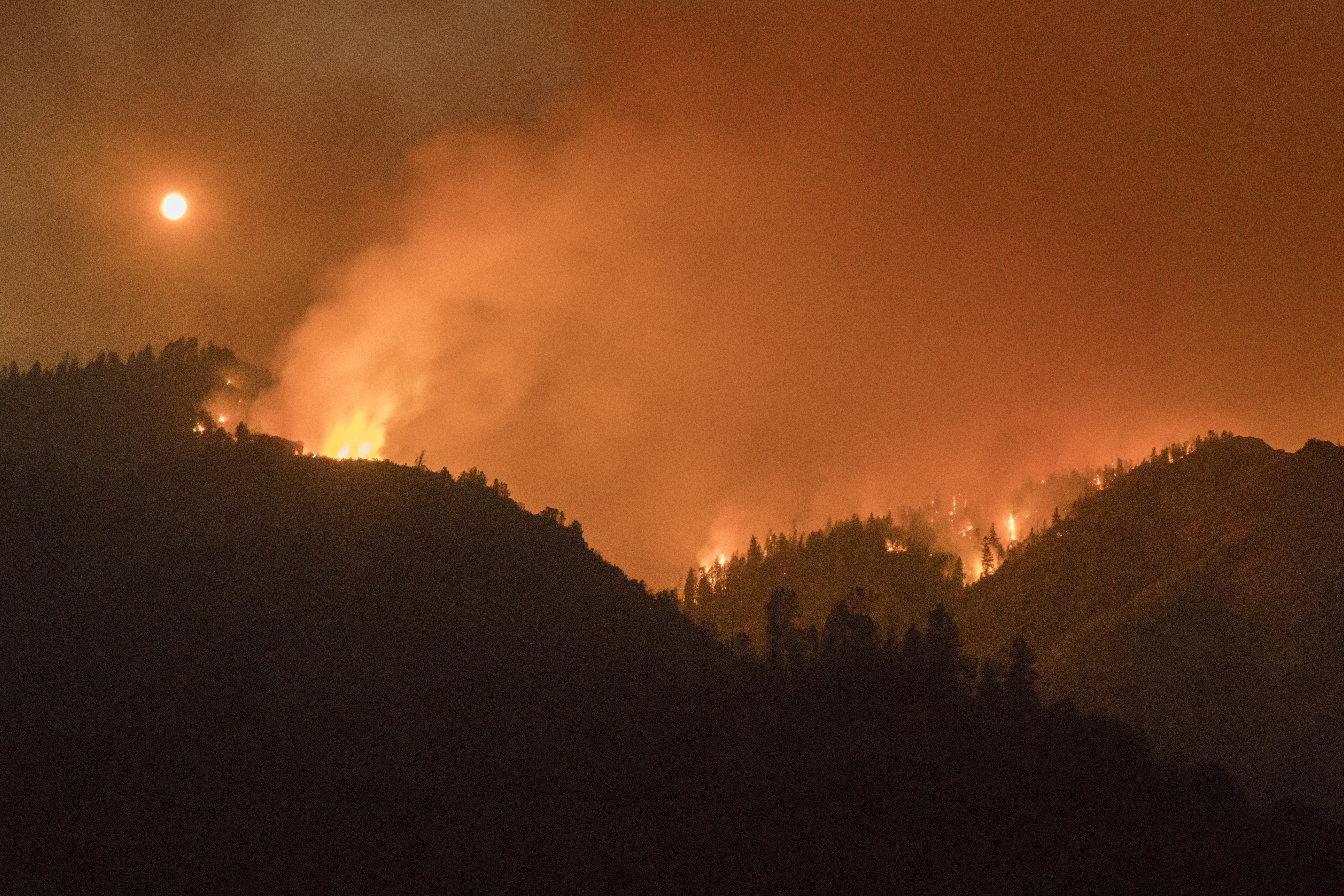
Калифорнийские лесные пожары в июле 2018 года. В интервью NME певица заметила: «[Подобные стихийные бедствия] заставляют меня задумываться, что у нас на сердце?»

В текстах NFR! исследуются такие темы, как время, ностальгия, патриотизм, декаданс, утрата, эскапизм, надежда, политика, культура, любовь и рефлексия. Некоторые из них, в том числе и политика, были впервые затронуты на Lust for Life, вышедшем во время президентства Трампа. До 2017 года певица не чувствовала себя достаточно смелой, чтобы делать политические заявления; её неоднократно критиковали за молчание по поводу происходящих в мире событий, но она оправдывала это тем, что кресло Трампа занимал Барак Обама: «Почти не о чем было говорить. Я повзрослела при Обаме, и мы были счастливы в Нью-Йорке, нас всё устраивало. Думаю, сейчас людям этого не хватает». В более ранних работах Лана идеализировала Америку, ностальгировала по Золотому веку Голливуда и его эстетике, активно использовала изображение флага в клипах и на концертах, проявляя патриотизм. Наступление «эры Трампа» предвещало американцам «прыжок в неизвестность», и этот страх отразился на творчестве певицы, поэтому образ Америки «пропитался» реализмом. Дель Рей и раньше упоминала в песнях легендарных американцев вроде Джеймса Дина или Мэрилин Монро, но теперь она ссылается на не менее известных поэтессу Сильвию Плат, предположительно совершившую самоубийство, и «Семью» Чарльза Мэнсона, что говорит о разрушении её американских идеалов. Так, в «Happiness Is a Butterfly» певица проводит параллель между опасениями сегодняшнего дня и страхом, охватившим жителей Лорел-каньона в 60-х, когда секта Мэнсона активно действовала. Значительное внимание отводится гибели американской мечты. Дель Рей предполагала: «Президент — отражение нашей культуры, которая, в свою очередь, отражает наши отношения с самими собой». Как результат — не только смерть культуры, но и апокалипсис, которому отведено место в «The Greatest»: «Природа — уравнитель и ещё одно отражение нас. <…> Наверняка не случайно то, что планета охвачена огненными дождями. Я видела заголовок, что лёгкие нашей планеты горят» — речь о пожарах в тропических лесах Амазонии в августе 2019 года. Критики окрестили альбом «некрологом для Америки».
Теме любви уделяется меньше внимания; по сравнению с предыдущими работами певицы, здесь романтические чувства более реалистичные, искренние и личные, связанные с желанием побега в безопасное место: в «California» — это вечеринка, в «The Next Best American Record» — танцы, в «Bartender» — пикап, а в «Love Song» она спрашивает: «Безопасно ли это — быть теми, кто мы есть?» Комфорт в отношениях тесно связан с достижением американской мечты: хотя героиня притворяется, что всё хорошо («Ты пишешь, я выступаю, у нас всё получается. / Ты прекрасен, а я безумна, / Мы сделаны в Америке»), она осознаёт, что многое вокруг — и Америка, и её возлюбленный — не идеально, поэтому она не только ностальгирует по прошлому, как прежде, но и сохраняет надежду на лучшее. Ещё одно отличие кроется в изменениях, произошедших в лирической героине. Раньше Дель Рей критиковали за «романтизацию» абьюзивных отношений и пристрастие к архетипу плохих парней, но героиня NFR! не только обладает высокой самооценкой и силой, но и стремится к идеалу, провозглашённому в «Venice Bitch»: «Одна мечта, одна жизнь, один возлюбленный». Роковая женщина, «измученная» поэтесса внутри неё больше не витает в облаках, а сосредотачивается на реальности и стремится к счастью и простоте во всём, не только в жизни, но и в отношениях. Однако девушка не отказывается от того, что ей нравилось и раньше: быстрые машины, пляжи, вечерние платья, «таблетки» и алкогольные напитки. Критики отмечали, что певица наконец вышла за рамки собственного эго и позволяет говорить другим героям. «Подражательница Лолиты, роковая женщина, пляжная бездельница, американская поэтесса, разуверившаяся в будущем — Дель Рей объединяет все версии себя в улучшенную героиню, становясь одной из „дам каньона“», — заключили в Hyperallergic. Герои продолжают ностальгировать по невозвратному прошлому, пока Америка постепенно угасает.
Из всех работ Дель Рей NFR! — наиболее полный «справочник» по Калифорнии и американской массовой культуре; в текстах насчитывается более 47 имён собственных — упоминаются географические объекты, музыканты и их произведения. Лана ссылается на районы и пригороды Лос-Анджелеса — Лорел-каньон, Венис, Малибу, Лонг-Бич, Ньюпорт-Бич; города Калифорнии — Санта-Ана и Топанга; улицы — Бульвар Сансет, пересечение Голливудского бульвара и Вайн-стрит; заведения — бары Black Rabbit Rose и Chez Jay и апарт-отель Mariners Village Apartments; дороги — SR 1 и автострада 405. Все упомянутые географические объекты расположены именно в Калифорнии — второй «пассии» певицы; за её границы выходят лишь Нью-Йорк, родной город Ланы, его район Бауэри и Гавайи; в честь Калифорнии названа одна из песен пластинки, а Лос-Анджелес и сам штат неоднократно упоминаются в текстах. В альбоме встречаются отсылки к музыкантам и их произведениям, например, строчки «Помечтай обо мне немного» из «Fuck It I Love You» и «Пусть тебе приснится такая сцена» из «Love Song» — дань уважения Элле Фицджеральд и её «Dream a Little Dream of Me»; «Слышала, война окончена» из «California» напоминает фразу из «Happy Xmas (War Is Over)» Джона Леннона и Йоко Оно — так Дель Рей и свидетельствует своё почтение музыкантам, и «стирает» авторство и контекст.

## Композиции

### Часть первая (1—7)
Альбом открывает заглавная композиция, во вступлении которой звучат «насыщенные» медные духовые и струнные, навеянные фильмами Золотого века Голливуда или увертюрами к балетам; затем они затихают, и Антонофф начинает увлечённо наигрывать на пианино «тёплые» и «податливые» аккорды в стиле Фионы Эппл, Билли Джоэла или Рэнди Ньюмана. Лана позволяет не только треку, но и пластинке открыться строчкой «Чёртов мальчишка, / Ты трахал меня так хорошо, что я чуть не призналась тебе в любви», в которой Энн Пауэрс из NPR разглядела соперника вступительным словам «A Case of You» Джони Митчелл: «Твоя взяла, Лана! Леонард Коэн посмеялся бы». В NME испытали схожие чувства, окрестив фразу самой значимой в дискографии Дель Рей, «достойной войти в мировой музыкальный канон». В тексте певица ведёт диалог с возлюбленным, меняясь с ним гендерными ролями; её парень — ненавидящий себя бесталанный поэт, подражатель, «погрязший в собственной маскулинности»; по ходу сюжета героиня наносит ему всё больше «пощёчин»: «Твоя поэзия плоха, и ты винишь в этом новости, / Мне этого не изменить, как и твоего настроения». Попытавшись побороть засевшее в парне «малое дитя», героиня делает вывод, что слишком любит его, чтобы покинуть. «Твоя голова в твоих руках, / Пока ты раскрашиваешь меня синим», — заключает Лана, и её голос, напоминающий пение птиц, «растворяется» в реверберации на фоне «океана» медных духовых. В 2023 году друг Дель Рей, певец и автор песен Father John Misty на концерте в лондонском Гайд-парке, где он выступал на разогреве у певицы, вероятно в шутку сказал со сцены: «Очень мило было [со стороны Ланы] предложить мне выступить здесь, учитывая, что „Norman Fucking Rockwell“ обо мне».
Идея рок-баллады «Mariners Apartment Complex», навеянной фолком и госпелом, возникла после вечерней прогулки певицы с тогдашним возлюбленным; парень думал, что их связывают общая грусть и запутанность в себе, но он ошибался — девушка сказала ему, что у неё всё хорошо, и тогда же подумала, что никто не должен решать за неё, что она чувствует; это вылилось в строчку «Ты вырвал мою грусть из контекста / В жилом комплексе „Маринерс“, / Но я не свеча на ветру», последняя часть которой — отсылка к песне «Candle in the Wind» Элтона Джона. Героиня полностью уверенна в себе, «она — убежище в шторм». В куплетах ей аккомпанируют акустическая гитара и пианино; вместо реверберация — вокальные гармонии. В припеве добавляются меллотрон и «парящие» струнные, которые затихают подобно «отступающей волне», когда Лана поёт «Я прямо там, где ты. / Я — твой человек», вторя «I’m Your Man» Коэна. Далее следует девятиминутная психоделическая фолк-баллада «Venice Bitch», начинающаяся с «нежного» перебора на акустической гитаре и «обнадёживающей» мелодии в миноре. В названии Дель Рей играет с омофонами «beach» (с англ. — «пляж») и «bitch» (с англ. — «сучка»). Текст поначалу напоминает любовное письмо, в котором Лана с трепетом вспоминает прошлые идиллические отношения; героиня приняла реальность, и теперь ей «на всё наплевать», она мечтает в джинсах и кожанке и понимает, что всему рано или поздно приходит конец: «Ты во дворе, я развожу огонь, / Но как только лето догорит, / Всё золото исчезнет». Ранее певица цитировала стихотворение Роберта Фроста «Всё золотое зыбко» в песне «Music to Watch Boys To» (2015). Хотя после двух припевов и бриджа поп-песни обычно заканчиваются, «Venice Bitch» только начинает «разматываться, будто клубок ниток», переходя в продолжительный психоделический пассаж спейс-рок-гитар, «насыщенных» струнных и синтезаторов в стиле джи-фанк. В Billboard опыт прослушивания трека сравнили с наблюдением за тем, как расцветает и увядает природа в разные времена года.
«Fuck It I Love You» — сёрф-поп композиция в миноре; если в куплете и предприпеве «бормотанию» Ланы аккомпанирует лишь «холодная» гитара, то в припеве добавляются синтезаторы и поп-биты в стиле 60-х. В интервью NME Дель Рей назвала песню «самой неправдивой» на пластинке, поскольку написала её по рассказам подруги. Возможно, она всё же вложила в неё что-то от себя: так, строчки «Люблю, когда всё в неоне, / Пить мохито, не спать до рассвета. / Может, мой образ жизни убивает меня» могут отсылать к её подростковому алкоголизму. По сюжету героиня перебралась в Калифорнию, чтобы оставить прошлое позади, но побег, кажется, себя не оправдал: «Я переехала в Калифорнию, но это лишь состояние души / Оказалось, куда бы ты ни пошёл, от себя не сбежать, это так». «Doin’ Time» Sublime претерпела мало изменений в кавер-версии: появились мотивы трип-хопа и босанова, темп замедлили, продакшн — «более атмосферный», а рэп-исполнение сменилось протяжной речью; в остальном певица верна оригинальному тексту и даже сохраняет гендерные местоимения в бридже о «злой» девушке. Любовная баллада «Love Song» имеет минималистичное и «интимное» звучание: приглушённое пианино, «отдающиеся эхом» струнные и «капельные» гитары. В тексте рассказывается о начале новых отношений, таких же захватывающих, как и непредсказуемых; героиня не хочет, чтобы всё кончилось обычной интрижкой, и при этом не до конца уверена во взаимности чувств и возможности быть собой. Действия происходят в момент повествования: «Касайся меня всюду, ведь я твоя. / Держи меня за талию, не упусти ничего. / Я верю, что ты видишь меня настоящей, / Так сбрось же мою одежду на пол своей новой машины». «Cinnamon Girl» — ещё одна любовная баллада — заимствует название песни Нила Янга и возвращает слушателей к оркестровому трэпу Honeymoon. Возлюбленный героини, вероятно, имеет проблемы психического здоровья, поэтому в их отношениях не всё гладко; девушку это беспокоит, ведь ей причиняли боль и раньше, она не хочет повторения истории и обращается к парню: «Все таблетки, что ты принял, — / Фиолетовые, голубые, зелёные, красные, — чтобы держать меня / На расстоянии, не помогают». При этом она боится наговорить лишнего или показаться контролирующей и в итоге оттолкнуть его. Вместо того, чтобы высказать свои мысли и попытаться всё исправить, героиня решает промолчать, оставив всё как есть. Композиция завершается 90-секундной EDM-кодой, разделённой на несколько частей: сначала звучат струнные, затем — «мерцающие» аккорды пианино на фоне трэп-битов, передающих повисшее между любовниками напряжение.

### Часть вторая (8—14)
«How to Disappear» — любовная соул-песня с элементами хип-хопа, выстроенная вокруг струнных с использованием электронных битов и бубенцов, создающих атмосферу рождественского гимна в стиле чопд-н-скрюд. В первых двух куплетах Дель Рей создаёт портреты бывших возлюбленных — Джона и Джо; первый почти не уделял ей внимание, как и тот, что играл в игры в «Video Games»: «Все парни лгут мне, но только не ты… / Ты просто открываешь очередное пиво / И притворяешься, что всё ещё здесь»; второй — имеет комплекс маскулинности, «сворачивает горы и ровняет их с землёй»: «Я видела, как парни кайфуют в борьбе / За то, что им так дорого, / Пытаясь забыть все свои страхи». С обоими мужчинами героиня не чувствовала себя счастливой и боялась «раствориться» в нездоровых отношениях. Третий куплет — момент повествования: девушка воображает, что перебралась из Нью-Йорка в Калифорнию, у неё есть ребёнок и два кота; она шепчет собеседнику, что всегда будет рядом с ним, и никто никуда не исчезнет — героиня наконец обрела спокойствие и счастье и готова поделиться этим с другими. «California» — рок-песня с медленным темпом, «навязчивыми» аккордами пианино, гитарами, ударными и прописанным дабл-трекингом вокалом, создающим диссонирующие гармонии. По сюжету героиня призывает бывшего возлюбленного вернуться из Лондона в Калифорнию; если он откликнется на её зов, она закатит роскошную вечеринку в его честь, с выпивкой, танцами до рассвета и поездками по местам из их воспоминаний. Композиция не просто отсылает к песне «California» (1971) Митчелл, а ведёт диалог с ней спустя десятилетия: Джони поёт о путешествии по Европе и тоске по любимому штату, персонифицирует его, спрашивая: «Примешь ли ты меня такой, / Привязанной к другому мужчине?»; Дель Рей будто отвечает: «Если ты вернёшься в Калифорнию, / Просто позвони мне». Кроме того, Митчелл упомянула в тексте чтение Vogue и Rolling Stone, и Лана, в свою очередь, пообещала захватить выпуски этих изданий на вечеринку.

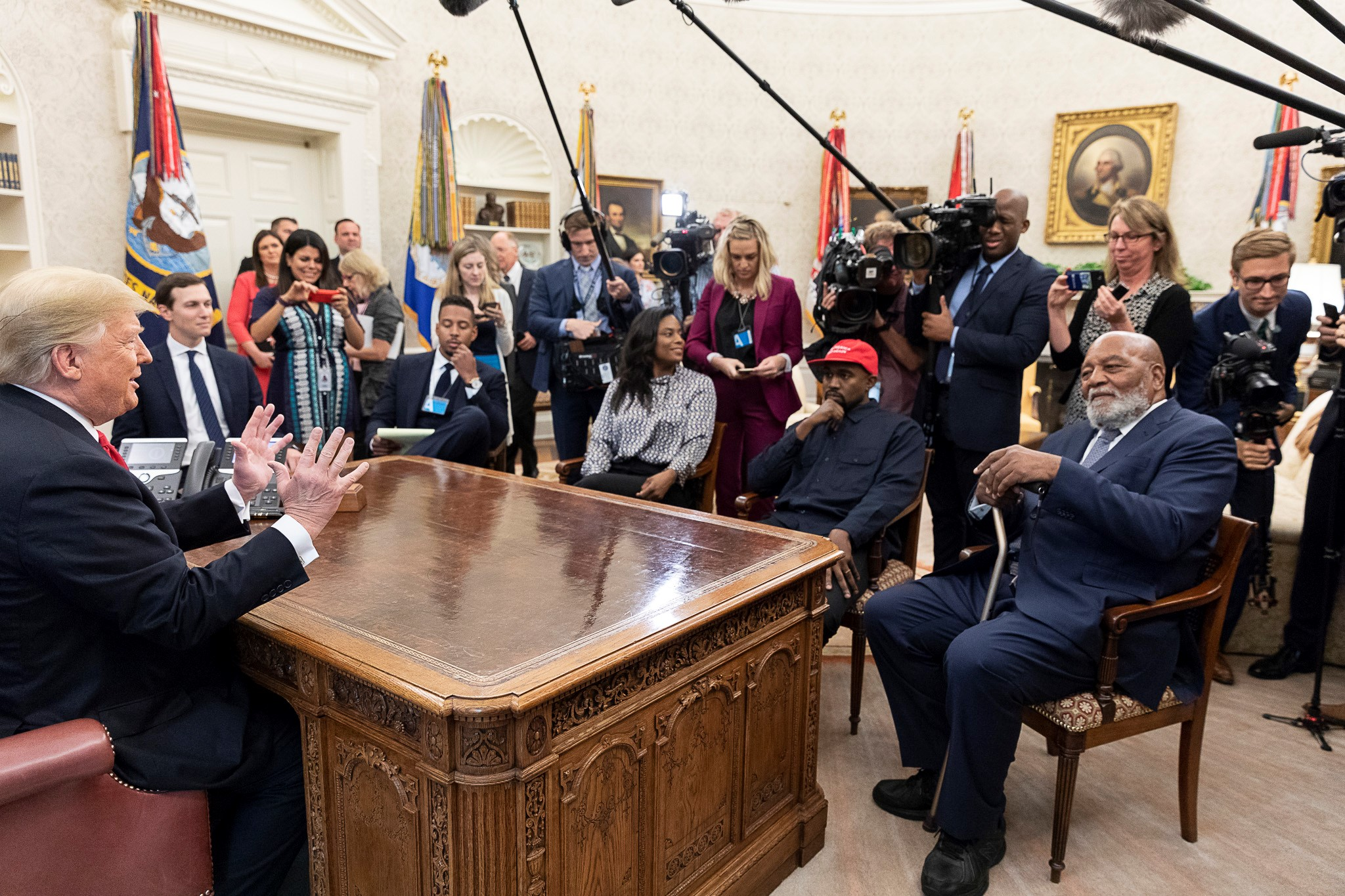
Канье Уэст (в красной кепке «Make America Great Again») на встрече с Трампом в Овальном кабинете Белого дома в октябре 2018 года

В среднетемповом фолк-треке «The Next Best American Record» певице аккомпанирует гитара. В куплетах Лана создаёт портрет возлюбленного: «душой из 70-х, образом мышления из 90-х», поклонник Houses of the Holy Led Zeppelin и Eagles. Обозревателю Billboard он напомнил Эдди Веддера из Pearl Jam или Джексона Мейна, героя фильма «Звезда родилась» (2018). Помимо романтических отношений, героев связывает творчество; они музыканты, стремящиеся написать следующий лучший американский альбом. В NME заметили: «По иронии судьбы Лане удалось осуществить их с бывшим мечту». В припеве перечисляются типичные «ланаизмы» (англ. Lana-ism) под отрывистый бит. Композиция завершается «пугающими» звуками бьющегося стекла и сирен. «The Greatest» — рок-песня с элементами психоделической музыки, открывающаяся «торжественными» аккордами пианино и гитарой в стиле Элтона Джона. Из-за содержания композицию окрестили апокалиптической лебединой песней: певица не только ностальгирует по рок-н-роллу, американской культуре в период её расцвета, Нью-Йорку или Лонг-Бич, но и оплакивает идею Америки. Она также ссылается на бар, завсегдатаями которого были The Beach Boys, он же «последняя остановка Денниса перед Кокомо», и превращает вымышленный утопический остров из одноимённой песни в загробный мир, представляя, что Деннис Уилсон утонул в водах острова (на самом деле — в бухте Марина дель Рей в 1983 году). «Дель Рей не просто кивает любимым кумирам — она использует свои тексты, чтобы поменять смысл чужих», — подчеркнули в The Washington Post. В двухминутной коде певица сочиняет эпитафию миру, который тлеет у неё на глазах; она перечисляет события, тревожившие Америку в последние годы: ложное предупреждение жителей Гавайев о ракетном ударе и калифорнийские пожары в 2018 году, «Канье Уэст — блондин и уже не тот» (о поддержке рэпером Дональда Трампа) и «„Life on Mars?“ теперь не просто песня» (о колонизации Марса). Бессильная перед происходящим, она ждёт начала прямой трансляции в Instagram.
В записи барокко-поп-баллады «Bartender», напоминающей по звучанию «Bel Air», использовали только пианино. По сюжету героиня ведёт светский образ жизни в Лорел-каньоне, посещает вечеринки и чаепития, медитирует в саду с подругами-домохозяйками, но в один момент ей это наскучивает, и она покупает пикап посреди ночи, чтобы скрыться со своим возлюбленным-барменом от недоброжелателей, папарацци или даже полиции. Певица шёпотом повторяет твёрдый согласный «t» в «bartender», что напоминает АСМР, а также неоднократно отсылает к творчеству своих кумиров, воссоздавая атмосферу сцены Лорел-каньона: называет подруг «дамами каньона» по Ladies of the Canyon Митчелл, Crosby, Stills & Nash — музыкантами на светских вечеринках, а также частично заимствует строчки из «Girls Just Want to Have Fun» Синди Лопер и «Happiness Is a Warm Gun» The Beatles. «Happiness Is a Butterfly» — фортепианная баллада о мимолётном счастье, которое, подобно бабочке, каждую ночь улетает от героини; она не опускает головы и продолжает бороться за счастье, но иногда её настигают грусть, разочарование и чувство одиночества. Отношения с возлюбленным тоже под угрозой: девушка хочет, чтобы всё получилось, но её парень непостоянен и даже жесток: «Если он серийный убийца, что самое худшее / Может произойти с девушкой, которой уже сделали больно? / <…> Если он так ужасен, как о нём рассказывают, видимо, я проклята». Многослойная запись вокала подчёркивает злость певицы: «Я сказала: „Не будь придурком, не вызывай мне такси“, / Пока сидела в твоём свитере и плакала на заднем сиденье». Героиня прибегает к самым простым удовольствиям, таким как танцы, чтобы забыться, и хотя музыка и движения ничего не исправят, это всё, на что она сейчас способна в погоне за бабочкой. Альбом завершается «эмоционально опустошающей» композицией «Hope Is a Dangerous Thing», самой загадочной и наиболее личной в творчестве певицы, спрятавшей в тексте множество «пасхалок», понятных только ей и её близким друзьям. «Глубоко интимному» голосу Ланы аккомпанирует лишь «мрачное и приглушённое» пианино. В тексте затрагиваются темы творчества, популярности и испытаний, связанных с ней, отчуждения, депрессии и аутоагрессии. Прошлое не покидает героиню: романтические связи в подвале церкви, разговоры по душам с бродягами из Бауэри, тайны и сговоры Голливуда, которые «заставляют её молчать», — у неё под кроватью «монстры, которых [она] никак не победит», и всё же девушка сохраняет надежду. Дель Рей гордится лучшей, по её мнению, строчкой альбома: «Привет, это самая известная женщина из всех в твоём iPad. / Глубоко из могилы, хочу сказать лишь: „Привет, пап“». Наконец певица поднимается на октаву и шепчет заглавную строчку, почти задыхаясь.

## Выпуск и продвижение

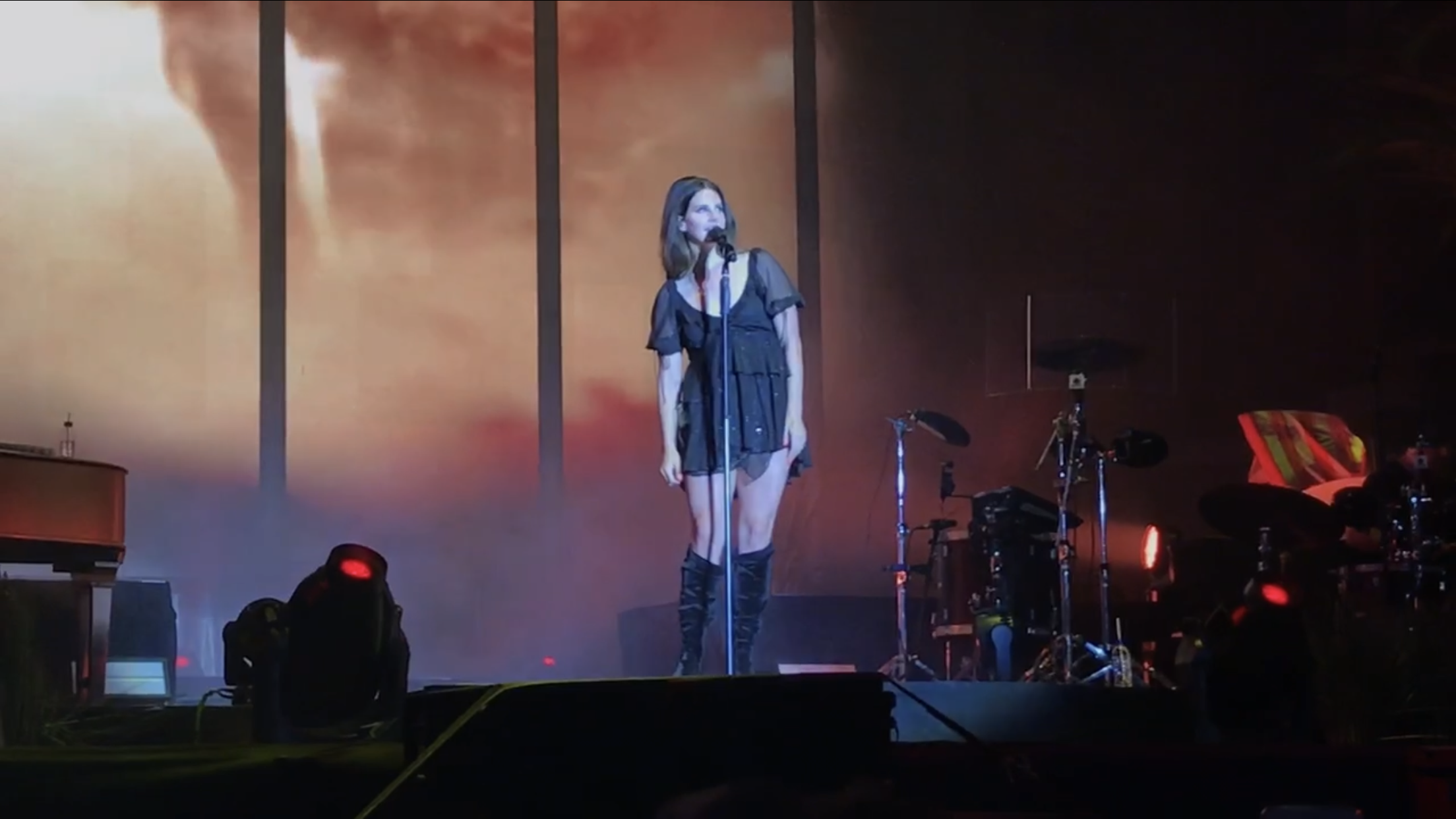
Дель Рей на сцене португальского фестиваля 18 июля 2019 года

Дата выпуска NFR! неоднократно переносилась и оставалась неизвестной почти год после выпуска первых двух синглов — это личный «рекорд» певицы. В сентябре 2018 года Дель Рей объявила название альбома и заявила, что диск вряд ли выйдет до начала следующего года, поскольку она была сосредоточена на дебютном сборнике поэзии, Violet Bent Backwards Over the Grass. Последующие месяцы певица сохраняла молчание, но в ноябре польская радиостанция RMF Classic сообщила, что пластинка выйдет в марте. В декабре канал MTV внёс конкретику, указав датой выхода 29 марта 2019 года — в тот же день у Interscope планировался выход дебютного альбома Билли Айлиш. Помимо релиза синглов, певица подогревала интерес к NFR! публикациями в Instagram с отрывками песен; за полтора года она сделала публикации почти с каждым треком альбома, включая «Happiness Is a Butterfly», «How to Disappear», «Cinnamon Girl», «Hope Is a Dangerous Thing» (изначально «Sylvia Plath»), «California» и «Norman Fucking Rockwell». Кроме того, 30 октября Лана неожиданно выступила на пресс-мероприятии компании Apple в Бруклинской музыкальной академии и исполнила «How to Disappear» и «Venice Bitch»; Антонофф аккомпанировал ей на пианино.
Когда в феврале 2019 года менеджер Бен Моусон заявил, что дата выпуска NFR! ещё не выбрана, среди поклонников распространились различные слухи, начиная с того, что Дель Рей изменила название альбома или скорректировала список композиций, и заканчивая «отменой» пластинки в пользу другой. Кроме того, ходил слух, что семья Нормана Роквелла, «оскорблённая» использованием имени художника в названии альбома, пригрозила исполнительнице судом. Абигейл Роквелл, внучка Нормана, опровергла слух, заявив, что Лана не нуждается в разрешении семьи. Сама она уверена, что её дед был бы рад подобному проявлению внимания к его личности и творчеству. Летом певица отправилась в небольшой фестивальный тур; с NFR! она исполняла «Mariners Apartment Complex», «Venice Bitch» и «Doin’ Time». 19 июля на концерте Беникасиме, Испания, она объявила, что лонгплей выйдет в следующем месяце. Наконец, 31 июля Лана конкретизировала дату выпуска NFR! — 30 августа; она также опубликовала обложку и список композиций пластинки. Через два дня представили трёхминутный тизер диска, смонтированный из кадров клипов на синглы.
Дель Рей традиционно провела скромную промокампанию; она не любит рекламировать собственную музыку и перестала «заморачиваться» с этим после выхода Ultraviolence: «Я так трудилась [над пластинкой]! Я месяцами сводила её на собственном пульте. Потом я дала пару интервью, и всем было всё равно, сводила ли я что-то или нет, так что я перестала продвигать музыку, и вместо этого: „Honeymoon, Lust for Life — вот, держите“». Во время промокампании NFR! певица дала несколько видео- и печатных интервью изданиям The New York Times, Billboard, NME и Los Angeles Times. В день выхода пластинки музыкальный магазин Amoeba Music в Голливуде провёл вечеринку-прослушивание NFR! с розыгрышем призов, а Лана вместе со своей командой разъезжала по Лос-Анджелесу на маленьких зелёных фургонах, продавая фруктовый лёд и винил альбома. Кроме того, с 30 августа по 2 сентября в Лос-Анджелесе работал «Lana Fucking Del Rey’s Venice Bitch LDR Surf Shop» — поп-ап магазин эксклюзивной продукции по тематике альбома. NFR! издали на различных физических носителях, включая грампластинки: чёрные, синие и зелёные лаймовые; компакт-диски и кассеты: зелёные, прозрачные с зелёными блёстками и просто прозрачные. Компания Urban Outfitters представила эксклюзивное виниловое издание с розовой грампластинкой.

### Синглы
7 сентября 2018 года Дель Рей сообщила о планах выпустить две «летние импровизации» в ближайшее время. Так, 12 сентября издали «Mariners Apartment Complex», ведущий сингл альбома. В тот же день выпустили сопровождающее чёрно-белое музыкальное видео, режиссёром которого выступила Чак Грант; в клипе певица и её подруги занимаются рутинными делами «вроде звонков по телефону, ловли бабочек и зависания у какого-то ограждения». Песня получила положительные отзывы критиков, но показала средние коммерческие результаты: добралась до 7-й строчки в чарте Billboard Alternative Digital Song Sales и 11-й в новозеландском Hot 40 Singles. В конце года Rolling Stone поместили трек на 6-е место в рейтинге 50 лучших. «Venice Bitch» издали вторым синглом 18 сентября. Композиция получила признание критиков; в Pitchfork ей присвоили звание «Лучшего нового трека» (англ. Best New Track), а в Idolator — признали лучшей в году. «Venice Bitch» слабо проявила себя в чартах, достигнув 10-й строчки в Alternative Digital Song Sales. Десятиминутный клип напоминает коллаж из зацикленных кадров дорог, сделанных на Super 8-плёнку, и выцветших, засвеченных кадров с Ланой: она то разговаривает по телефону, то пытается оторваться с друзьями от полицейской машины, преследующей их. В NPR отмечали, что оба видео намеренно «усыпляют» зрителей отсутствием задумки и сюжета — это всего лишь несвязанные между собой кадры. В октябре Дель Рей думала выпустить «что-то для себя» — личную песню с серьёзным посылом. Речь шла о «Hope Is a Dangerous Thing», в итоге изданной третьим синглом 9 января 2019 года. Трек не добился коммерческого успеха, дебютировав на 8-й строчке в Alternative Digital Song Sales, но получил восторженные отзывы от критиков; в Billboard его назвали вершиной «самого откровенного и правдивого этапа» в карьере певицы. В конце года Pitchfork поместил композицию на 22-е место в рейтинге лучших. Согласно пресс-релизу, первые три сингла — «фан-треки» (англ. fan tracks); Лана выпустила их как свои любимые с пластинки. Успех песен не очень волновал её, поэтому даже их обложки вышли «непосредственными», «сделанными наспех» на iPhone: это либо чёрно-белое селфи, либо размытая фотография дерева — оба варианта далеки от «кинематографичных» клипов вроде «National Anthem» и «эффектных» обложек по типу Born to Die.
В конце апреля 2019 года на нью-йоркском кинофестивале «Трайбека» представили документальный фильм об истории группы Sublime режиссёра Билла Гуттентага; в картине прозвучал кавер «Doin’ Time» Дель Рей. 7 мая певица поделилась отрывком своей версии в социальных сетях, а 17 мая кавер изда́ли. До объявления списка композиций альбома было неизвестно, попадёт ли песня в него или нет. «Doin’ Time» — наиболее коммерчески успешный сингл пластинки. Он оставался в чарте Billboard Rock Airplay благодаря радиоротации на протяжении трёх месяцев, прежде чем возглавил его 7 сентября и провёл на первом месте 6 недель, до середины октября. Кроме того, сингл добрался до 59-й позиции в Billboard Hot 100 и позднее был отмечен платиновой сертификацией за 1 миллион проданных копий в США. У критиков он также имел успех: в Billboard оценили сочетаемость «мечтательного, уютного [стиля Дель Рей] со спокойным ритмом» оригинала. Выпущенное 29 августа музыкальное видео срежиссировано Ричем Ли, работавшим над клипами Lust for Life, и «воздаёт должное научно-фантастическим фильмам в стиле кэмп 50-х»; по сюжету певица, увеличенная до гигантских размеров (дань уважения ленте «Нападение гигантской женщины»), является героиней некого фильма, показываемого в автокинотеатре, и разгуливает по улицам Лос-Анджелеса. Клип отметили номинацией на MTV Video Music Awards в категории «Лучшее альтернативное видео».
26 июля Лана сообщила о съёмках двойного видео на песни «Fuck It I Love You» и «The Greatest»; режиссёром выступил Рич Ли. Обе были изданы синглами 22 августа, вместе с клипом, полным американской эстетики: старые музыкальные автоматы, гигантские волны, дешёвый бар, в котором выступает Лана; помимо этого, она рисует, курит электронную сигарету, катается на лодке «Wipeout» и лонгборде и занимается сёрфингом. В видео снимались актёр-бодибилдер Брэд Свэник и друзья певицы. Обе композиции получили признание критиков, особенно «The Greatest», после выхода которой Pitchfork присвоили ей звание «Лучшего нового трека», а в декабре выбрали второй лучшей песней года после «Cellophane» FKA twigs и 79-й лучшей за десятилетие. NME и Time назвали «The Greatest» самым значимым творением Дель Рей. Оба сингла показали средние результаты в чартах: «Fuck It I Love You» и «The Greatest» достигли 4-й и 12-й строчек в Alternative Digital Song Sales соответственно. «Norman Fucking Rockwell» — последний сингл альбома; 1 ноября его добавили в плейлист BBC Radio 1, благодаря чему он добрался до 44-й строчки в UK Singles Chart. 20 декабря выпустили 14-минутное музыкальное видео для «Norman Fucking Rockwell», «Bartender» и «Happiness Is a Butterfly», снятое Чак Грант и смонтированное певицей; оно возвращает зрителей к эстетике первых клипов NFR!, в нём Дель Рей играет на пианино и отдыхает у бассейна, ест с подругами фастфуд и кидается им в полицейских, а также ловит бабочку — всё это происходит в местах, «отдающих эхом Калифорнии»: эстакада со сплетениями виноградных лоз, нефтеперерабатывающие заводы, пляж, дом Ланы и другие.

### Турне

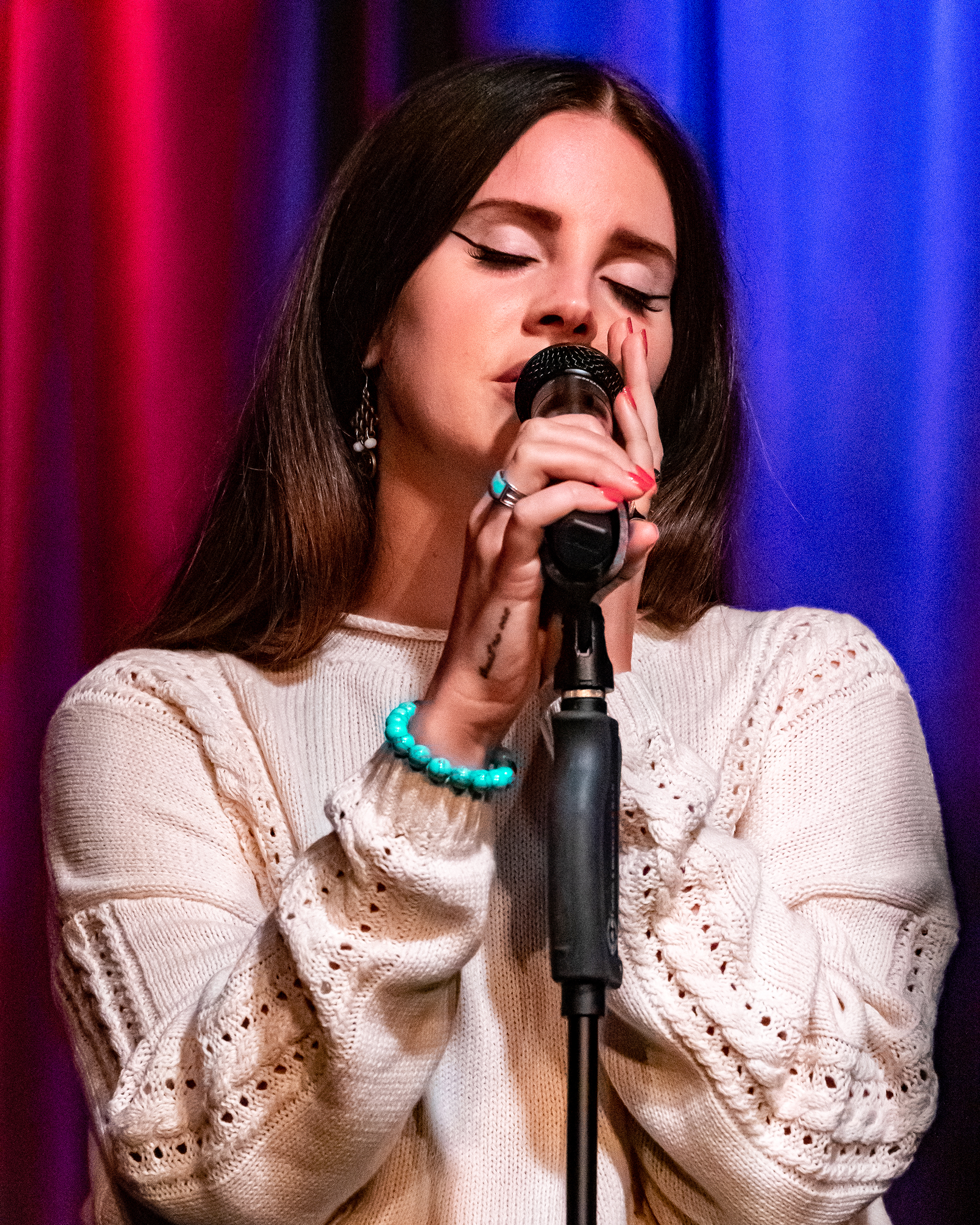
Дель Рей на выступлении в музее «Грэмми», октябрь 2019 года

1 августа Дель Рей анонсировала The Norman Fucking Rockwell Tour в поддержку альбома и объявила даты концертов двух ветвей: первая состояла из 8 выступлений в основном на Западном побережье США, с началом 21 сентября в Jones Beach Theater, Уанто, Нью-Йорк, и завершением 11 октября в CalCoast Open Air Theatre, Сан-Диего, Калифорния. То же количество концертов отвели второй ветви тура по Великобритании и Европе, с началом 21 февраля 2020 года в Ziggo Dome, Амстердам, Нидерланды, и завершением 3 марта в Ланксесс-Арена, Кёльн, Германия. Однако все выступления отменили за день до первого вследствие болезни певицы, из-за которой она потеряла голос, — врач посоветовал ей сделать перерыв на четыре недели. Третью ветвь с 11 концертами в основном по Среднему Западу США анонсировали в октябре, с началом 3 ноября 2019 года в Kiva Auditorium, Альбукерке, Нью-Мексико, и завершением 30 ноября в Yas Arena, Абу-Даби, ОАЭ. Четвёртая ветвь предполагала в основном фестивальные выступления, однако из-за пандемии COVID-19 их либо отменили, либо перенесли на неопределённый срок; в их числе — Hangout Music Festival, Primavera Sound, Гластонбери, Коачелла и другие. Тур должен был завершиться 14 июня 2020 года в Манчестере, Теннесси, на фестивале Боннару, который также перенесли. В июле 2021 года объявили, что фестиваль пройдет в сентябре, но Дель Рей среди выступающих не числилась. Таким образом, Лана отыграла лишь 20 концертов турне, из первой и третьей ветви. Она также выступила 13 октября в музее «Грэмми» в Лос-Анджелесе.
Каждое выступление тура начиналось с показа на экране первой строчки из заглавной песни пластинки. Концертная программа затронула каждый диск Дель Рей в той или иной степени; «Norman Fucking Rockwell», «Bartender», «Doin’ Time» и «Venice Bitch» — наиболее часто исполняемые в туре, причём первая всегда открывала шоу, а последняя — закрывала; «Mariners Apartment Complex» и «Cinnamon Girl» исполнялись 11 и 10 раз соответственно, а «California», «Happiness Is a Butterfly», «Hope Is a Dangerous Thing», «The Greatest» и «The Next Best American Record» — по одному. В первой ветви Лана приглашала выступить с ней своих близких друзей-музыкантов, например, Джоан Баэз 6 октября в Беркли; лидером по количеству гостей стал концерт 10 октября в Голливуд-боул, Лос-Анджелес, — к певице присоединились Крис Айзек, Зелла Дэй, Уайз Блад, Шон Леннон, Адам Коэн, Джек Антонофф и Джесси Резерфорд из The Neighbourhood. На разогреве концертов третьей ветви выступали малоизвестные музыканты — Дель Рей часто присоединялась к ним для исполнения какой-либо их композиции; среди них Джулия Жаклин, Бен Гиббард, Люси Дакус, Best Coast, Никки Лейн и другие.

## Коммерческий успех
Различные издания удивлялись способности Дель Рей сохранять аудиторию на шестом альбоме, продавать сотни тысяч копий пластинок, при этом имея успех у критиков, и получать десятки миллионов прослушиваний даже у продолжительных и «загадочных» песен. На родине NFR! продемонстрировал высокие показатели. Его основным конкурентом в борьбе за первое место в Billboard 200 был Fear Inoculum группы Tool; по данным Billboard, недельные продажи диска могли составить около 90 000 копий. 8 сентября пластинка дебютировала на третьей позиции, вторую ей помешал занять выпущенный двумя неделями ранее Lover Тейлор Свифт; дебютные продажи составили 104 000 экземпляров, из которых 66 000 — чистые копии. NFR! — шестая работа певицы, дебютировавшая в первой десятке чарта. На второй неделе продажи упали на 66 % и составили 35 000 экземпляров, из-за чего лонгплей упал на девятую строчку. Он также возглавил Top Alternative Albums, в котором в итоге провёл 32 недели; подобного результата добились все студийные работы Ланы. Значительный рост продаж (на 35,5 %) наблюдался на неделе после премии «Грэмми»: альбом поднялся на 59 позиций, заняв 113-ю. После 25 недель пребывания в чарте пластинка покинула его. В конце февраля 2021 года NFR! преодолел порог в 1 миллиард прослушиваний на Spotify. 24 ноября того же года RIAA отметила альбом золотой сертификацией: всего было реализовано более 500 000 копий. К январю 2024 года альбом разошёлся в США тиражом в 1 миллион копий, благодаря чему получил платиновую сертификацию.
Альбом добился хороших финансовых результатов и в других странах. Мировые продажи за первую неделю составили 198 000 копий; через две недели они достигли отметки в 346 000 экземпляров. Основным конкурентом на британском рынке также выступили Tool, однако по предварительным данным продажи NFR! вдвое превышали показатели Fear Inoculum. 6 сентября пластинка возглавила UK Albums Chart, став четвёртой у Дель Рей, добившейся такого результата — лучшего в десятилетии наравне со Свифт; дебютные продажи составили 31 539 копий. Альбом провёл в чарте полгода. 1 ноября 2019 года British Phonographic Industry присвоила ему серебряную сертификацию за реализованные 60 000 копий, а 27 марта 2020 года диск получил золотой статус за продажи более 100 000 экземпляров. Согласно данным журнала Music Week, на март 2021 года в Великобритании альбом разошёлся тиражом в 138 000 копий. 22 марта 2024 года пластинка получила платиновый статус за продажи более 300 000 экземпляров в Великобритании. NFR! также возглавил чарты Шотландии, Аргентины, Эстонии, Литвы, Португалии и Швейцарии; в остальных он занимал более низкие позиции, например, вторую в Ирландии, Норвегии, Испании, Швеции и Фландрии, Бельгия. В чарте последней диск провёл 162 недели и в июне 2022 года получил золотую сертификацию. Третьей позиции NFR! достиг в хит-парадах Канады, где в апреле 2023 года получил от Music Canada платиновый статус за 80 000 реализованных копий, и Дании. В сентябре 2020 года IFPI Danmark присвоила ему золотой статус за 10 000 проданных экземпляров, а в январе 2023 года — платиновый за 20 000 реализованных копий. В Польше он достиг четвёртой строчки, как и во Франции. В первой ZPAV присвоили пластинке золотую сертификацию за 10 000 проданных на декабрь 2020 года экземпляров, а платиновую — в апреле 2023 года за 20 000 реализованных копий. Дебютные продажи во Франции составили 8000 экземпляров (четвёртый лучший результат у певицы); к январю 2020 года реализовали 31 000 копий. По последним данным, NFR! разошёлся по миру тиражом в 671 000 экземпляров.

## Отзывы критиков

### Рецензии
| Совокупная оценка    | Совокупная оценка                     |
| Источник             | Оценка                                |
| -------------------- | ------------------------------------- |
| Metacritic           | 87/100                                |
| Оценки критиков      |                                       |
| Источник             | Оценка                                |
| AllMusic             | [ 71 ]                                |
| The A.V. Club        | B                                     |
| Consequence of Sound | A-                                    |
| Entertainment Weekly | B                                     |
| Evening Standard     | [ 86 ]                                |
| The Guardian         | · (Китти Эмпайр) · (Алексис Петридис) |
| Mojo                 | [ 247 ]                               |
| NME                  | [ 127 ]                               |
| Pitchfork            | 9.4/10                                |
| PopMatters           | 9/10                                  |
| Rolling Stone        | [ 73 ]                                |
| Slant                | [ 77 ]                                |

Альбом получил восторженные отзывы от критиков; его рейтинг на сайте Metacritic составляет 87 баллов из 100 на основе 28 рецензий, что соответствует «всеобщему признанию». Многие критики сошлись во мнении, что NFR! — самая целостная работа певицы, собравшая в себе лучшие проявления её писательского таланта, благодаря чему за Ланой закрепилось звание одного из важнейших современных авторов-исполнителей Америки. Её также прозвали «летописцем» Калифорнии и США в целом, посоперничать с которым могли бы разве что Брюс Спрингстин или Джоан Дидион. Джен Пелли из Pitchfork заметила, как отчаянно Дель Рей ищет Америку, «историю которой пытаются переписать. <…> Как Элвис когда-то, она наносит нам поражение и, подобно хитрецу Дилану, хочет надуть нас; вполне вероятно, что у неё это получится». Рецензент провозгласила Лану «следующим величайшим американским автором песен». Поставленная ею оценка (9.4 балла из 10) — самая высокая за последние пять лет у издания, её также удостоилась Magdalene FKA twigs, вышедшая в ноябре того же года.
«Я знала, что [критики] оценят Norman: в нём нет ничего, что могло бы их возмутить. Он классный, и с этим трудно не согласиться».
Роб Шеффилд из Rolling Stone заявил, что Дель Рей, «поп-классицист в глубине души», наконец сделала образцовую запись, будущую классику: «Как мастерски она возводит мосты тщательно прописанных романтических фантазий, а затем сжигает их. <…> [Певица написала] эпитафию страны, её грёз и мечтателей». Обозревательница NME присудила альбому высшую оценку и отметила, что звучание почти не отличается от прошлых работ — скорее делает «правильный шаг на пути от попсы с элементами хип-хопа к богемному фолку». В AllMusic высказали противоположное мнение, добавив: «Настойчивость, рискованные приёмы в сонграйтинге и зрелая лирическая героиня — этим характеризуется новая, самая грандиозная глава в нескончаемой эпопее Дель Рей о любви и утрате под калифорнийским солнцем». Редактор сайта Albumism писал: «Всюду чувствуется наконец достигнутая зрелость». Обозреватель PopMatters присудил диску 9 баллов из 10 и с похвалой отозвался о продакшне Антоноффа: «Время от времени продюсер заигрывает с поп-тенденциями, но только не здесь: он помог [певице] в создании воистину творческой, отвергающей шаблоны работы»; рецензента восхитило умение Ланы «разглядеть красоту в повседневности, при этом сохраняя суровый, реалистичный взгляд. NFR! — это Лана Дель Рей без прикрас, исполненная красотой, чувствами и печалью, опустошённая». В Paste уверяли, что слушателям хватит 15 минут, чтобы признать альбом классикой; критику он напомнил дневник, «весь исписанный каракулями, стихами, вопросами и откровениями, каждое из которых страшнее предыдущего».
В Clash уверены, что процесс создания музыки — самое счастливое время для Ланы, ведь именно благодаря ему она «вновь обрела стабильность и силу, и хотя надежда может быть опасна для женщины вроде неё, она наконец заполучила её». Китти Эмпайр из The Guardian заметила, что не каждому исполнителю с шестью альбомами по силам привлечь слушателя, при этом не наскучив ему на первой минуте, но Дель Рей это удалось; критик оценила пластинку на 4 звезды из 5. Её коллега по газете Алексис Петридис считал иначе; он сетовал на «затянутость» песен и однообразность звучания: «Всё тот же черепаший темп, кинематографичные струнные и гитары в стиле „Твин Пикс“». Однако рецензент оценил писательский талант певицы, её умение сочинять красивые мелодии. В заключении он посоветовал ей расширить тематический кругозор, придумать новый образ и «чуть встряхнуться». В Variety предположили, что музыка Ланы требует особого, индивидуального подхода, иначе она может быть неверно истолкована — это касается не только её ранних работ, но и NFR!, с его «медленными композициями, <…> яркими отсылками и шокирующими строчками о сексе и насилии». По мнению Кети Мултон из Consequence of Sound, во многом благодаря верности собственным эстетическим, культурным и личным взглядам, из-за которых карьера певицы могла пойти на спад после выпуска Born to Die в 2012 году, Дель Рей полностью реализовала себя как артист. Энн Пауэрс в рецензии для NPR писала, что альбом в будущем обеспечит исполнительнице её заслуженное место в Зале славы рок-н-ролла: «Этот классический авторский диск критикует повсеместный декаданс, а не предлагает склониться к нему — истинный некролог для Америки». В The A.V. Club лонгплей причислили к тем, что создают уверенные в себе музыканты, «нашедшие твёрдую почву под ногами», но сетовали на однотипность звучания, окрестив работу «самой усыпляющей» у Дель Рей и присвоив ей рейтинг «B» по шкале от «A» до «F». В The Telegraph вторили им, интересуясь необходимостью растягивать альбом на 14 «тяжёлых и медленных баллад о плачевном состоянии личной жизни певицы»; и всё же рецензент положительно отозвался о писательском таланте Ланы.

### Достижения
В конце 2019 года NFR! фигурировал в списках «Лучших альбомов года» различных изданий. В некоторых отмечалось, насколько сложный творческий путь пришлось пройти певице, столкнувшейся с обвинениями в неаутентичности, чтобы продолжить карьеру и написать NFR!; редакторы Pitchfork избрали пластинку лучшей в 2019 году и заметили: «Подобно всем Боуи и Мадоннам мира, Лана провела целое десятилетие, доказывая, что самые громкие триумфы артиста могут прийти с его перевоплощением. <…> Её тексты — чистая поэзия, достойная изучения в университетах». Читатели журнала также признали диск лучшим за последний год. В Gorilla vs. Bear лонгплей окрестили «нетленной классикой от самого недопонятого, гениального и культового автора своего поколения». Кроме того, NFR! возглавил рейтинги сайтов-агрегаторов рецензий Metacritic и Album of the Year как лучший альбом года по версии 18 изданий; помимо вышеупомянутых — The Guardian, Stereogum, Q, Slant, Idolator, NPR (по версии Кена Таккера), The Irish Times, The Washington Post, Uproxx, OOR (Нидерланды) и другие. Лонгплей занял второе место в аналогичных рейтингах изданий Dazed, Los Angeles Times и The Independent. На третью позицию его поместили Rolling Stone, PopMatters и NME; в последнем певицу назвали «самым недооценённым американским автором». Альбом также попал в первую десятку лучших в рейтингах Time (4-е место), The New York Times (6-е по версии Джо Караманика), The A.V. Club (8-е), Consequence of Sound (9-е) и других. В пользовательском опросе Metacritic за NFR! проголосовали 1527 человек, что позволило ему возглавить рейтинг с большим отрывом от занявшего второе место Igor Tyler, the Creator. AllMusic и Slate отметили его в своих неупорядоченных списках.
В сентябре 2019 года журнал Q объявил номинантов на свою ежегодную премию; NFR! был представлен в категории «Лучший альбом», но проиграл Everything Not Saved Will Be Lost – Part 1 Foals. 12 февраля 2020 года в лондонской Brixton Academy прошла церемония вручения наград премии журнала NME, на которой NFR! был назван «Лучшим мировым альбомом» (англ. Best Album in the World). Хотя певица не смогла посетить мероприятие, на нём присутствовали её менеджеры, а сама она записала видеообращение, которое показали после объявления Анной Кальви победителя. В речи Дель Рей поблагодарила журнал за оказанную ей «во время всего этого безумия» поддержку. 20 ноября 2019 года объявили номинантов на премию «Грэмми. Работы Дель Рей впервые отметили в двух главных категориях: «Альбом года» и «Песня года». Более того, NFR! — первый в истории премии диск с нецензурным словом в названии, номинированный на «Альбом года». Победу в одной из категорий Лане предсказывали в Vanity Fair; заявивших, что певица заслужила «Грэмми» без шансов на победу, было больше: Pitchfork, Time, The Independent и другие. 62-я церемония «Грэмми» прошла 27 января в Стейплс-центре, Лос-Анджелес; Дель Рей посетила её в платье, купленном в местном торговом центре «в самый последний момент»; её сопровождал тогдашний возлюбленный, полицейский и ведущий реалити-шоу Live PD Шон Ларкин. После победы Билли Айлиш в пяти категориях, включая главные, поклонники оставшихся без наград Дель Рей и Арианы Гранде вывели в тренды Twitter хэштег #Scammys (от англ. scam — «мошенничество») и назвали произошедшее «величайшим ограблением года»; на фоне этих событий в сети распространилась отфотошопленная фотография пустившей слезу Ланы — кадр вырезали из трансляции «Грэмми». Среди прочих наград, полученных NFR!, — «Лучший международный альтернативный альбом года» на Венгерской музыкальной премии, «Альбом года» и «Лучший альтернативный альбом» на AMFT Awards, а также второе место в категории «Лучший альбом» на премии газеты The Daily Californian (первое место — Cuz I Love You Лиззо).

## Наследие и место в дискографии

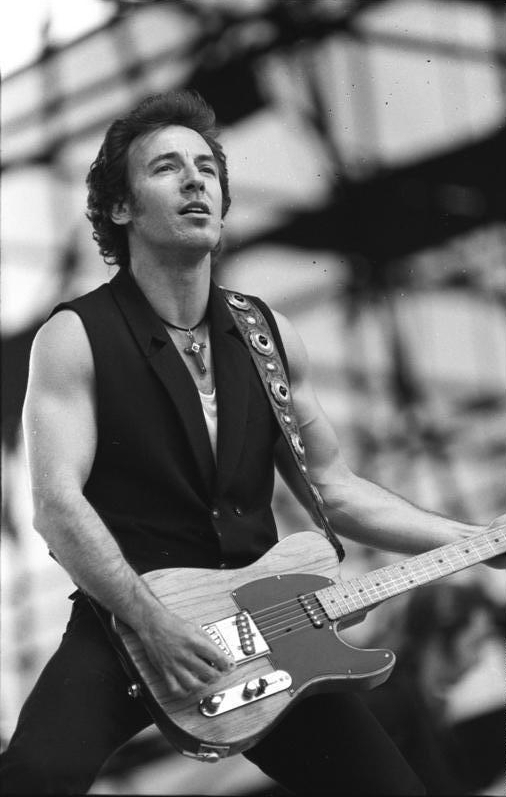
Брюс Спрингстин неоднократно выражал восхищение писательским талантом Дель Рей и его проявлением в NFR!

NFR! считается одним из лучших альбомов своего десятилетия. Многие профильные издания, включая NME, Rolling Stone, Pitchfork, The Independent, Stereogum, Slant и другие, отметили его в числе лучших записей, сделанных в 2010-е годы. В рейтинге последнего диск занял третью строчку, уступив лишь My Beautiful Dark Twisted Fantasy Канье Уэста и To Pimp a Butterfly Кендрика Ламара. В 2020 году журнал Rolling Stone поставил лонгплей на 321-е место в списке «500 величайших альбомов всех времён». В 2024 году журнал Paste поместил альбом на 151-е место в списке «300 величайших пластинок всех времён». NFR! был признан читателями Pitchfork 17-м лучшим диском за последние 25 лет, а также выбран любимым женщинами-читательницами. По данным сайта Acclaimed Music, собирающего статистику упоминаний музыкальных произведений среди критиков, NFR! занимает 280-е место среди самых знаменитых альбомов всех времён, а также 20-е и 1-е в ряду наиболее призназных за десятилетие и 2019 год соответственно. Пластинка получила признание среди коллег Дель Рей по индустрии; Элтон Джон, появившийся с певицей на обложке выпуска Rolling Stone за октябрь 2019 года, назвал композиции альбома «вечными»; признанный одним из величайших авторов песен всех времён Брюс Спрингстин назвал Лану «одним из лучших композиторов Америки», а в интервью «Позднему шоу со Стивеном Кольбером» указал NFR! как пластинку, которую слушает наиболее часто в последнее время.
Альбом занимает центральное место в творчестве Дель Рей как её личный magnum opus; профильные издания NME, Slant, Far Out и No Majesty (5-е) поместили его на высшую позицию в своих рейтингах лучших работ певицы. В The Fader диск назвали «самым сдержанным, доведённым до совершенства» у Ланы. Сама Дель Рей вторит критикам и признаёт NFR! своей лучшей работой. Кроме того, она считает, что именно этот альбом улучшил её отношения с критиками и их понимание её музыки: «Нужно отдать должное Джеку Антоноффу. Думаю, что он, как продюсер, настолько умственно одарён, что благодаря его продакшну [критики] услышали то, что я хочу донести, правильно. <…> Именно из-за NFR! что-то в моей карьере вдруг изменилось». »В июле 2021 года журнал Billboard признал Джека Антоноффа 9-м лучшим продюсером века, а NFR! — его величайшим продюсерским достижением. BBC определили «поворотным пунктом» карьеры Антоноффа продюсирование NFR!, когда он отказался от аналоговых синтезаторов и максималистских аранжировок, за которые прославился.
Дель Рей и Антонофф плодотворно сотрудничали на протяжении почти четырёх лет: записали внеальбомный сингл «Looking For America», аудиокнигу Violet Bent Backwards Over the Grass, дуэт для третьего альбома Bleachers, седьмой лонгплей певицы, Chemtrails Over the Country Club, и девятый — Did You Know That There’s a Tunnel Under Ocean Blvd. NFR! установил высокую планку качества для обоих, поэтому после выхода Chemtrails критики разделились: одни с восторгом приняли работу, вторые — предположили, что сотрудничество музыкантов изжило себя. К тому времени Антонофф приобрёл репутацию «универсального продюсера» Ланы, Лорд, St. Vincent, Тейлор Свифт, Клэйро и других исполнительниц. Поклонники и критики постепенно начали замечать схожесть в звучании продюсерских работ Джека. Так, в Solar Power (2021) Лорд расслышали сходство с NFR!, после чего в The A.V. Club вышла статья под заголовком «Solar Power — доказательство, что Джека Антоноффа следует свергнуть с трона излюбленного поп-продюсера». NFR! оказал влияние на поп-музыку; рэпер Kevin Abstract вдохновлялся «Venice Bitch» во время работы над Arizona Baby (2019); критики также определили влияние пластинки на Folklore и Evermore Тейлор Свифт, Sour Оливии Родриго и Happier Than Ever Билли Айлиш. В NME Дель Рей прозвали популяризатором готического фолка благодаря NFR!
Кроме того, NFR! привлёк интерес интернет-пользователей к личности Нормана Роквелла. Так, согласно анализу Google Trends, за последние несколько лет наибольший скачок запросов по теме «Норман Роквелл» пришёлся на первую неделю сентября 2019 года (100 баллов — наивысший уровень популярности запроса), когда вышел альбом. Вместе с тем популярность Музея Нормана Роквелла в Стокбридже, Массачусетс, также возросла. По мнению Лори Нортон Моффатт, директора музея, выпуск диска с названием, в котором нецензурная лексика контрастирует с именем художника, — отличный шанс для музея познакомить поклонников певицы и всех заинтересованных с творчеством Роквелла. Она отмечала, что посетители музея неоднократно спрашивали сотрудников, слушали ли они NFR!. «Даже если альбом не всем пришёлся по вкусу, каждый отметил талант [певицы] создавать картину через песню. <…> Некоторые сотрудники — её поклонники, или же у них есть дети-фанаты». Моффат подытожила тем, что хотела бы познакомиться с Дель Рей и пригласить её в музей.

## Полемика

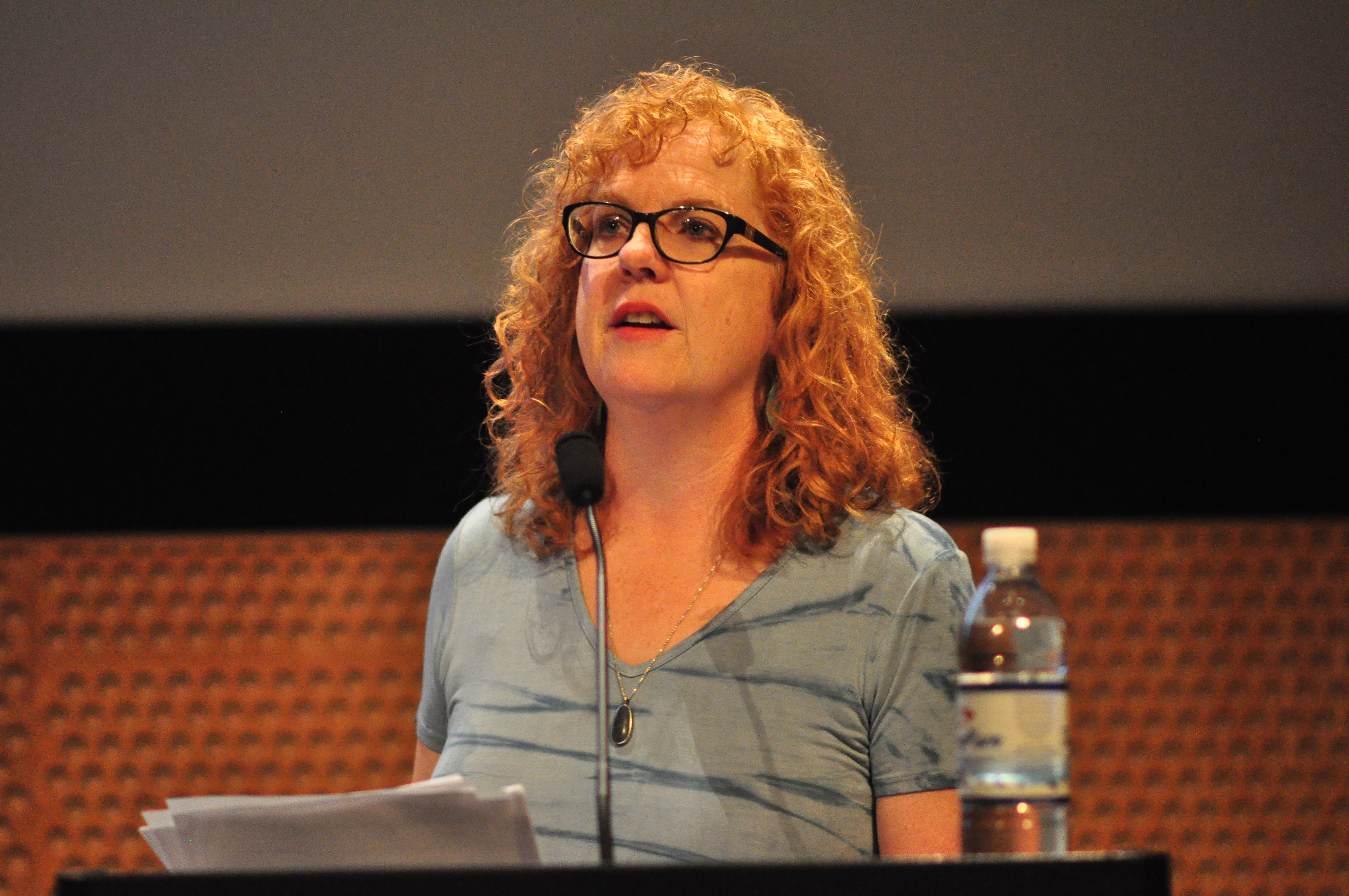
Энн Пауэрс, апрель 2016 года

4 сентября 2019 года на сайте NPR опубликовали эссе по NFR! авторства Энн Пауэрс, опытного и уважаемого американского критика. Хотя её отзыв получился благосклонным и затронул весь карьерный путь певицы, Пауэрс несколько раз коснулась темы аутентичности, подчеркнув, что Дель Рей «создала персонажа», чтобы исследовать своё прошлое — детство «плохой девочки, „рождённой умереть“», которая страдала от алкогольной зависимости. Критик заверила: «NFR!, как и прошлые альбомы, хранит мазохистские выдохи (англ. out-breaths) и историю эволюции плохой девочки — [певице] всё ещё интересно, как образовался этот язык и почему он ей так дорог». На протяжении всей карьеры Лану обвиняли в романтизации насилия; Пауэрс посетовала на текст «Cinnamon Girl» и рассмотрела его как пример ситуации, «когда женщины теряют голову, рискуют и, более того, идут наперекор собственным интересам в погоне за удовольствием и близостью [с другими], тем, что они наивно нарекают „любовью“». Оценив текст на «четыре с плюсом», она поставила ему в пример «Cold Blue Steel and Sweet Fire» Джони Митчелл, композицию о героиновой зависимости Джеймса Тейлора, по сравнению с которой «Cinnamon Girl» кажется «сырой». Пауэрс не понравилось изложение истории: «Великий автор песен рассказал бы её более последовательно».
Хотя певица редко читает отзывы на свою музыку, эссе Пауэрс — одно из тех, что «попалось ей на глаза». 5 сентября она ответила критику в Twitter: «Во мне нет ничего „сырого“. Писать обо мне — не значит знать меня. Никогда не создавала персонажа, не нуждалась в этом и не буду». Критикам из профильных изданий ситуация показалось противоречивой хотя бы потому, что Дель Рей ответила Пауэрс в Twitter, а не лично, что естественно спровоцировало поклонников певицы на «атаку» Паэурс. Мнения The Guardian и Uproxx по поводу длинного эссе (состоит из 3618 слов) совпали: «То, что Пауэрс нашла время поинтересоваться творчеством Дель Рей, уже знак большого уважения. Если раньше о [певице] писали гневные и дилетантские статьи, то это эссе — продуманная попытка разобраться во всех противоречиях [в карьере Ланы]». Более того, The Guardian посвятили скандалу отдельную статью, в которой иронизировали: «Ну, мало кто выходит живым из сравнения с Джони Митчелл, а что касается „сырой“ — вряд ли этим можно поразить кого-то в самое сердце». Риан Дейли из NME заметила: «Поистине загадочные артисты, как нам кажется, всегда витают в неком другом мире. Они не вступят на тропу войны из-за подобных глупостей». После произошедшего Пауэрс решила оставить Twitter на некоторое время, чтобы сходить на «долгую прогулку со своей собакой». В октябре певица объяснилась в интервью Los Angeles Times; она связала слова Пауэрс с прошлыми обвинениями в неаутентичности: «Я не знала, что она уважаемая журналистка. Наверное, мне стоило отнестись к ситуации спокойнее. Но я подумала, что она не воспринимает меня всерьёз».
Иман Султан из Harper’s Bazaar обвинила Дель Рей в культурной апроприации и расизме. По её мнению, в музыкальном видео «Fuck It I Love You» волосы Дель Рей заплетены настолько близко к коже, что напоминают причёску, распространённую среди представителей чоло — латиноамериканской субкультуры, возникшей в Лос-Анджелесе в 90-е годы. Снявшихся в клипе «Bartender» латиноамериканских подруг певицы, по мнению Султан, использовали «вторыми пилотами», чтобы «подчеркнуть в кадре присутствие Дель Рей, белой вокалистки, пока лёгкие улыбки [девушек] позади неё хранят молчание. Да, в её видео есть цветные женщины, но они лишены возможности говорить и действовать, как им вздумается». Дель Рей ответила на обвинения в марте 2021 года, пообещав выпустить пластинку Blue Banisters как «месть критикам». Строчка с упоминанием «чёрного нарцисса» из «Hope Is a Dangerous Thing» также стала предметом споров среди интернет-пользователей: одни обвинили Дель Рей в расизме, ссылалась на её конфликты с Азилией Бэнкс и Канье Уэстом, другие — увидели аллюзию на фильм «Чёрный нарцисс» (1947), исследующий «конфликт плоти и духа».
После выхода песни «Stoned at the Nail Salon» Лорд в июле 2021 года в ряде изданий отметили сходство в звучании трека с «Hope Is a Dangerous Thing» и «Wild at Heart» с Chemtrails; все три были спродюсированы Антоноффом. В сентябре британская газета The Sun сообщила, что команда Дель Рей признала сходство и подала досудебную претензию на Лорд; экспертиза также подтвердила факт плагиата, после чего Лорд предложила Дель Рей процент от прибыли с продаж композиции. Лана отказалась, так как была заинтересована не в деньгах, а в публичном признании Лорд, что песня была навеяна её творчеством. Хотя певица категорически отказалась признавать это, команды обеих не хотели бы доводить дело до суда.

## Список композиций
В состав альбома вошло четырнадцать композиций.
| №                   | Название                                                                | Автор(ы) | Продюсер                                   | Длительность |
| ------------------- | ----------------------------------------------------------------------- | --- | ------------------------------------------ | ------------ |
| 1.                  | «Norman Fucking Rockwell»                                               | Лана Дель Рей, Джек Антонофф                                                                                                  | Антонофф, Дель Рей                         | 4:08         |
| 2.                  | «Mariners Apartment Complex»                                            | Дель Рей, Антонофф | Антонофф, Дель Рей                         | 4:06         |
| 3.                  | «Venice Bitch»                                                          | Дель Рей, Антонофф | Антонофф, Дель Рей                         | 9:38         |
| 4.                  | «Fuck It I Love You»                                                    | Дель Рей, Антонофф, Эндрю Уотт, Луи Белл                                                                                      | Антонофф, Дель Рей, Уотт, Белл             | 3:38         |
| 5.                  | «Doin’ Time»                                                            | Брэдли Ноуэлл, Рик Рубин, Адам Хоровиц, Адам Яух, Маршалл Гудман, Джордж Гершвин, Айра Гершвин, Дюбоз Хейуорд, Дороти Хейуорд | Уотт, Нейтан Перес                         | 3:22         |
| 6.                  | «Love Song»                                                             | Дель Рей, Антонофф | Антонофф, Дель Рей                         | 3:49         |
| 7.                  | «Cinnamon Girl»                                                         | Дель Рей, Антонофф | Антонофф, Дель Рей                         | 5:00         |
| 8.                  | «How to Disappear»                                                      | Дель Рей, Антонофф | Антонофф, Дель Рей                         | 3:48         |
| 9.                  | «California»                                                            | Дель Рей, Зак Дауэс | Антонофф, Дель Рей, Дауэс                  | 5:05         |
| 10.                 | «The Next Best American Record»                                         | Дель Рей, Рик Ноуэлс | Ноуэлс, Кирон Мензис, Дин Рид, Mighty Mike | 5:49         |
| 11.                 | «The Greatest»                                                          | Дель Рей, Антонофф | Антонофф, Дель Рей                         | 5:00         |
| 12.                 | «Bartender»                                                             | Дель Рей, Ноуэлс | Антонофф, Дель Рей                         | 4:23         |
| 13.                 | «Happiness Is a Butterfly»                                              | Дель Рей, Антонофф, Ноуэлс | Антонофф, Дель Рей, Ноуэлс                 | 4:32         |
| 14.                 | «Hope Is a Dangerous Thing for a Woman Like Me to Have – but I Have It» | Дель Рей, Антонофф | Антонофф, Дель Рей                         | 5:24         |
| Общая длительность: | Общая длительность:                                                     | Общая длительность: | Общая длительность:                        | 67:43        |

## Участники записи
В создании приняли участие:

| Музыканты - Лана Дель Рей — вокал (все треки), валторна (трек 9) - Джек Антонофф — клавишные (треки 1—4, 6—8, 11, 13), пианино (треки 1—4, 6—8, 11, 13, 14), ударные (треки 2—4, 8, 11), программирование (треки 2—4, 6—8, 11, 13), акустическая гитара (треки 2—4, 8, 11), электрогитара (треки 2—4, 6—8, 11, 13), синтезатор (трек 3), перкуссия (трек 8), вибрафон (трек 8) - Эван Смит — саксофон (треки 1, 11), флейта (трек 11) - Филлип Питерсон — баритон (трек 1), виолончель (треки 1, 6, 11), флюгельгорн (трек 1) - Виктория Паркер — скрипка (треки 1, 6, 11) - Лора Сиск — дополнительное программирование (трек 2) - Чед Смит — ударные (трек 4) - Майки Фридом Харт — клавишные (трек 4), меллотрон (трек 9), пианино (трек 9), ударные (трек 10), программирование (трек 10) - Эндрю Уотт — инструментовка (трек 5), программирование (трек 5), гитара (трек 5) - Эрик Уилсон — бас-гитара (трек 5) - Джош Фриз — ударные (трек 5) - Бад Гох — ударные (трек 5) - Гейл Левант — арфа (трек 5) - Вузи Бифф — арфа (трек 9) - Зак Дауэс — пианино (трек 9) - Лорен Хамфри — ударные (трек 9) - Дэррен Вайс — ударные (трек 9) - Майк Риддлбергер — ударные (трек 9) - Шон Хатчинсон — ударные (трек 9) - Эван Вайс — гитара (трек 9) - Бенджи Лайсат — гитара (трек 9) - Тайлер Паркфорд — Hammond B3 (трек 9) - Дин Рид — бас-гитара (трек 9), клавишные (трек 10), гитара (трек 10), звуковые эффекты (трек 10), программирование (трек 10) | - Кирон Мензис — меллотон (трек 9), ударные (трек 10), звуковые эффекты (трек 10), программирование (трек 10) - Рик Ноуэлс — клавишные (трек 10), акустическая гитара (трек 10), пианино (трек 12) - Зак Рей — клавишные (трек 10) - Дэвид Левита — (трек 10) Студийный персонал - Лора Сиск — звукорежиссёр (треки 1—4, 6—9, 11, 13, 14), сведение (треки 1—4, 6—9, 11, 13, 14) - Джек Антонофф — звукорежиссёр (треки 1—4, 6—9, 11, 13, 14), сведение (треки 1—4, 6—9, 11, 13, 14) - Пол Ламалфа — звукорежиссёр (трек 5), сведение (трек 5) - Джон Конглтон — звукорежиссёр (трек 9) - Дин Рид — звукорежиссёр (треки 9, 10), сведение (треки 10, 12) - Кирон Мензис — звукорежиссёр (треки 9, 10, 12), сведение (треки 10, 12) - Тревор Ясуда — звукорежиссёр (треки 10, 12) - Джон Шер — ассистент звукорежиссёра (треки 1—4, 6—9, 11, 13) - Деррик Стоквелл — ассистент звукорежиссёра (трек 3) - Грег Элиасон — ассистент звукорежиссёра (трек 3) - Бен Флетчер — ассистент звукорежиссёра (трек 4) - Билли Кумелла — ассистент звукорежиссёра (трек 4) - Джон Руни — ассистент звукорежиссёра (треки 4, 9) - Тейт Макдауэлл — ассистент звукорежиссёра (треки 8, 11) - Николас Жодуан — ассистент звукорежиссёра (трек 9) - Трэвис Павур — ассистент звукорежиссёра (трек 9) - Джон Кристофер Фи — ассистент звукорежиссёра (трек 10) - Крис Роквелл — ассистент звукорежиссёра (трек 10) - Сербан Генеа — сведение (трек 2) - Джон Ханес — звукорежиссёр сведения (трек 2) | - Эндрю Уотт — сведение (трек 5) - Крис Герингер — мастеринг (треки 1—4, 6—14) - Уилл Куиннелл — ассистент мастеринг-инженера (треки 1—4, 6—9, 11, 13, 14) - Дейв Кач — мастеринг (трек 5) Дизайн - Чак Грант — фотографирование Студии - Conway, Лос-Анджелес, Калифорния — запись (треки 1—4, 6—9, 11, 13), сведение (треки 1, 3, 11) - House of Breaking Glass, Сиэтл, Вашингтон — запись (треки 1, 6, 11) - Westlake, Лос-Анджелес, Калифорния — запись (трек 3) - Henson, Лос-Анджелес, Калифорния — запись (треки 3, 8, 11), сведение (трек 8) - Electric Lady, Нью-Йорк — запись (треки 4, 9), сведение (треки 4, 6, 9) - Gold Tooth, Лос-Анджелес, Калифорния — запись (трек 5) - Sarm, Лондон, Великобритания — запись (трек 5) - Rough Customer, Бруклин, Нью-Йорк — запись (треки 6, 13, 14), сведение (треки 13, 14) - Valentine, Лос-Анджелес, Калифорния — запись (трек 9) - Hampstead, Лондон, Великобритания — запись (трек 9) - The Green Building, Санта-Моника, Калифорния — запись (треки 10, 12), сведение (треки 10, 12) - Sunset Banana Split, Лос-Анджелес, Калифорния — запись (трек 14) - Mixstar, Верджиния-Бич, Виргиния — сведение (трек 2) - Sterling Sound, Эджуотер, Нью-Джерси — мастеринг (треки 1—4, 6—14) - The Mastering Palace, Нью-Йорк — мастеринг (трек 5) |

## Чарты и сертификация
| Чарт (2019)                            | Высшая позиция |
| -------------------------------------- | -------------- |
| Австралия (ARIA)                       | 4              |
| Австрия (Ö3 Austria)                   | 7              |
| Аргентина (CAPIF)                      | 1              |
| Бельгия/Валлония (Ultratop)            | 3              |
| Бельгия/Фландрия (Ultratop)            | 2              |
| Великобритания (UK Albums Chart)       | 1              |
| Венгрия (Mahasz)                       | 15             |
| Германия (Offizielle Top 100)          | 5              |
| Греция (IFPI)                          | 3              |
| Дания (Hitlisten)                      | 3              |
| Ирландия (IRMA)                        | 2              |
| Испания (PROMUSICAE)                   | 2              |
| Италия (FIMI)                          | 5              |
| Канада (Canadian Albums Chart)         | 3              |
| Латвия (IFPI)                          | 8              |
| Литва (AGATA)                          | 1              |
| Мексика (AMPROFON)                     | 3              |
| Нидерланды (Album Top 100)             | 4              |
| Новая Зеландия (RMNZ)                  | 5              |
| Норвегия (VG-lista)                    | 2              |
| Польша (ZPAV)                          | 4              |
| Португалия (AFP)                       | 1              |
| США (Billboard 200)                    | 3              |
| США (Billboard Top Alternative Albums) | 1              |
| Финляндия (Suomen virallinen lista)    | 6              |
| Франция (SNEP)                         | 4              |
| Чехия (IFPI)                           | 4              |
| Швейцария (Schweizer Hitparade)        | 1              |
| Швеция (Sverigetopplistan)             | 2              |
| Шотландия (Scottish Albums Chart)      | 1              |
| Эстония (Eesti Ekspress)               | 1              |
| Республика Корея (GAON)                | 83             |
| Япония (Oricon)                        | 101            |

| Чарт (2023)                                   | Высшая позиция |
| --------------------------------------------- | -------------- |
| США (Billboard Top Rock & Alternative Albums) | 50             |
| Хорватия (HDU International Albums)           | 12             |

| Чарт (2019)                             | Высшая позиция |
| --------------------------------------- | -------------- |
| Бельгия/Валлония (Ultratop)             | 112            |
| Бельгия/Фландрия (Ultratop)             | 48             |
| Великобритания (UK Albums Chart)        | 70             |
| Мексика (AMPROFON)                      | 34             |
| Нидерланды (Album Top 100)              | 57             |
| США (Billboard 200)                     | 182            |
| США (Billboard Top Alternative Albums)  | 16             |
| США (Billboard Top Tastemakers Albums)  | 17             |
| США (Billboard Top Current Album Sales) | 53             |
| США (Billboard Top Album Sales)         | 62             |
| Франция (SNEP)                          | 126            |
| Швейцария (Schweizer Hitparade)         | 64             |

| Чарт (2020)                             | Высшая позиция |
| --------------------------------------- | -------------- |
| Бельгия/Валлония (Ultratop)             | 168            |
| Бельгия/Фландрия (Ultratop)             | 54             |
| США (Billboard Top Alternative Albums)  | 22             |
| США (Billboard Top Current Album Sales) | 76             |

| Чарт (2021)                 | Высшая позиция |
| --------------------------- | -------------- |
| Бельгия/Фландрия (Ultratop) | 112            |

| Чарт (2022)                 | Высшая позиция |
| --------------------------- | -------------- |
| Бельгия/Фландрия (Ultratop) | 101            |
| Литва (AGATA)               | 77             |

| Чарт (2023)                 | Высшая позиция |
| --------------------------- | -------------- |
| Бельгия/Валлония (Ultratop) | 200            |
| Бельгия/Фландрия (Ultratop) | 69             |

| Австралия (ARIA)                                                             | Золотой       | 35 000‡    |
| Бельгия (BEA)                                                                | Золотой       | 10 000‡    |
| Бразилия (Pro-Música Brasil)                                                 | 2× Платиновый | 80 000‡    |
| Великобритания (BPI)                                                         | Платиновый    | 300 000‡   |
| Дания (IFPI)                                                                 | Платиновый    | 20 000‡    |
| Италия (FIMI)                                                                | Золотой       | 25 000‡    |
| Канада (Music Canada)                                                        | Платиновый    | 80 000‡    |
| Польша (ZPAV)                                                                | Платиновый    | 20 000‡    |
| США (RIAA)                                                                   | Платиновый    | 1 000 000‡ |
| Франция (SNEP)                                                               | —             | 31 000     |
| Суммарные продажи (2019)                                                     |               |            |
| Мир                                                                          | —             | 671 000    |
| ‡ Показатели продаж + прослушиваний приведены только на основе сертификации. |               |            |